# Bento (cuisine)
 (novembre 2008).
Si vous disposez d'ouvrages ou d'articles de référence ou si vous connaissez des sites web de qualité traitant du thème abordé ici, merci de compléter l'article en donnant les références utiles à sa vérifiabilité et en les liant à la section « Notes et références ».
Cet article possède un paronyme, voir Bento (homonymie).
Le bento, du japonais bentō (弁当) ou o-bentō (お弁当), est un repas individuel complet de la culture japonaise, prêt à consommer, composé de diverses préparations cuisinées (crudités, viande, poisson, riz, nouilles, légumes, condiments, dessert…). Variante des chirashi, de préparation familiale ou commerciale, il est présenté dans une boîte à bento compartimentée fermée, allant de l'emballage jetable de restauration rapide du commerce à des versions plus luxueuses comme les jūbako (en) en bois laqué d'artisanat d'art.

## Étymologie
Le mot est emprunté au terme japonais bentō (弁当) de même sens. Il est introduit sous sa forme française en 2012 dans Le Petit Larousse et en 2013 dans Le Petit Robert.

## Description
Le bento prend la place à la fois du sandwich mais en beaucoup plus nutritif, du plat de restauration rapide, du repas pris dans les trains, les avions, les excursions, etc. Mais, comme pour la gamelle ou la popote en France ou au dabba à Mumbai, c'est avant tout celui qui est préparé à la maison tous les matins pour être consommé à l'école ou sur le lieu de travail : on peut ainsi recycler les restes de la veille.
- Quelques exemples de bentos en boîtes jūbako (en) et d'osechi

Quelques exemples de bentos en boîtes jūbako et d'osechi
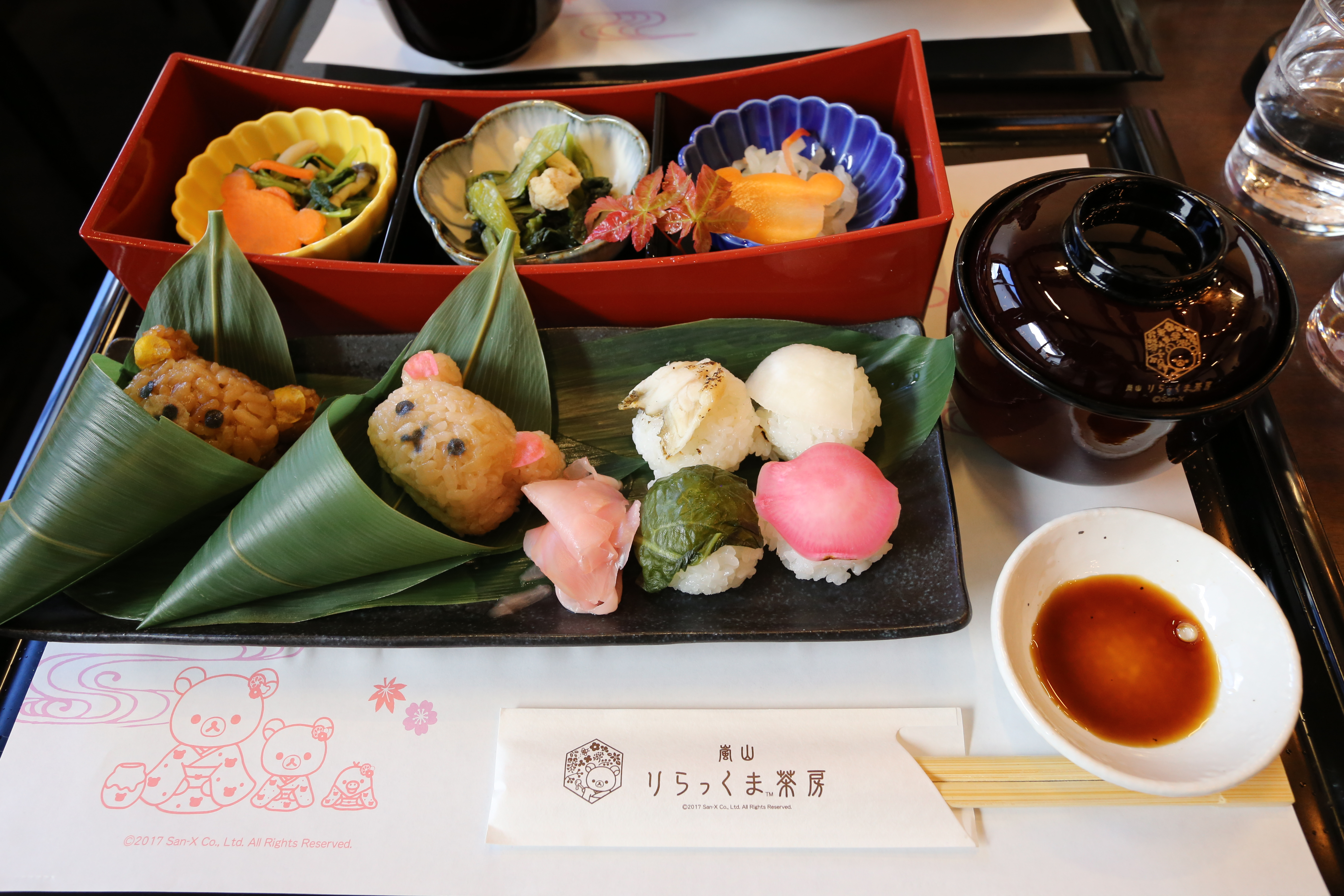
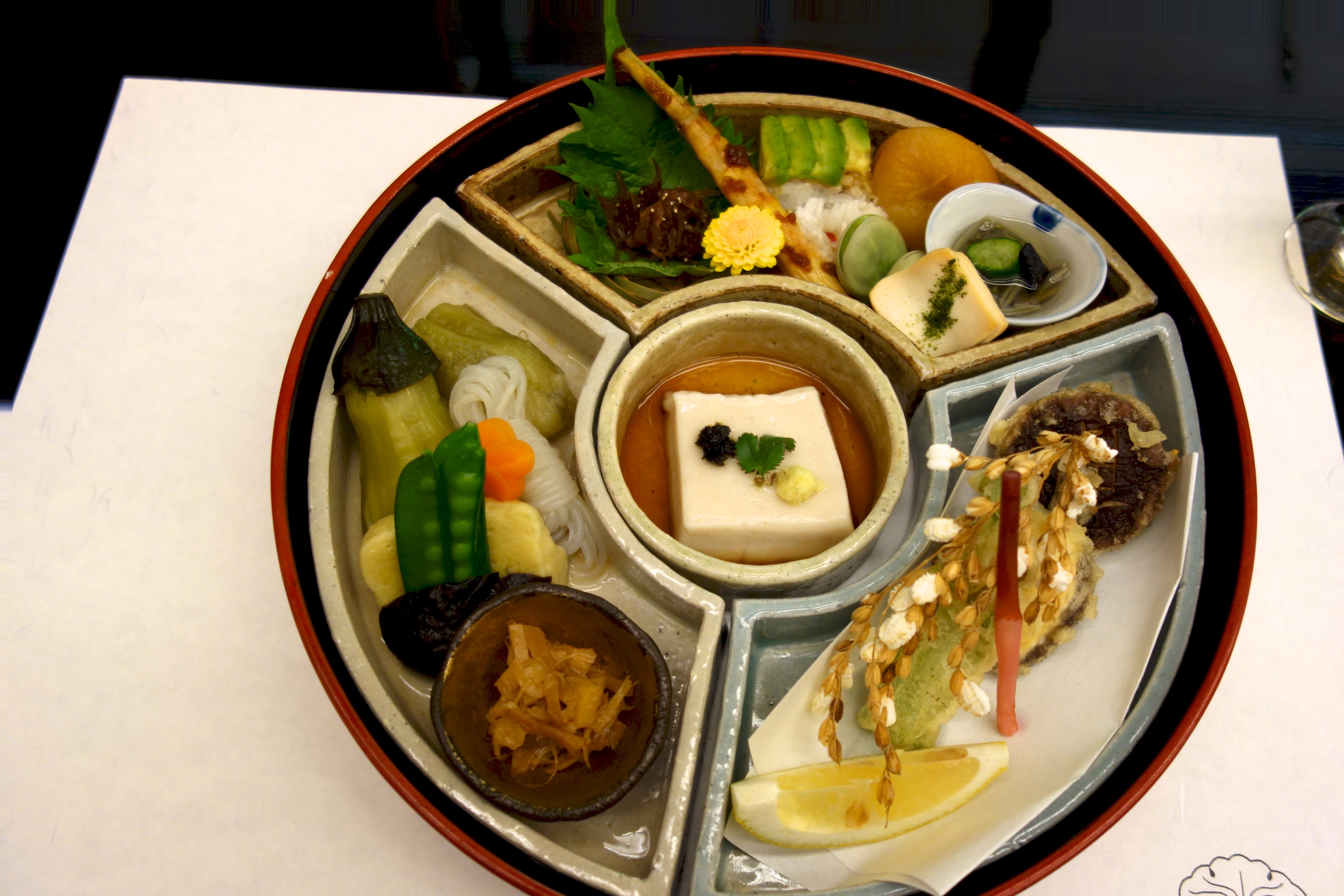
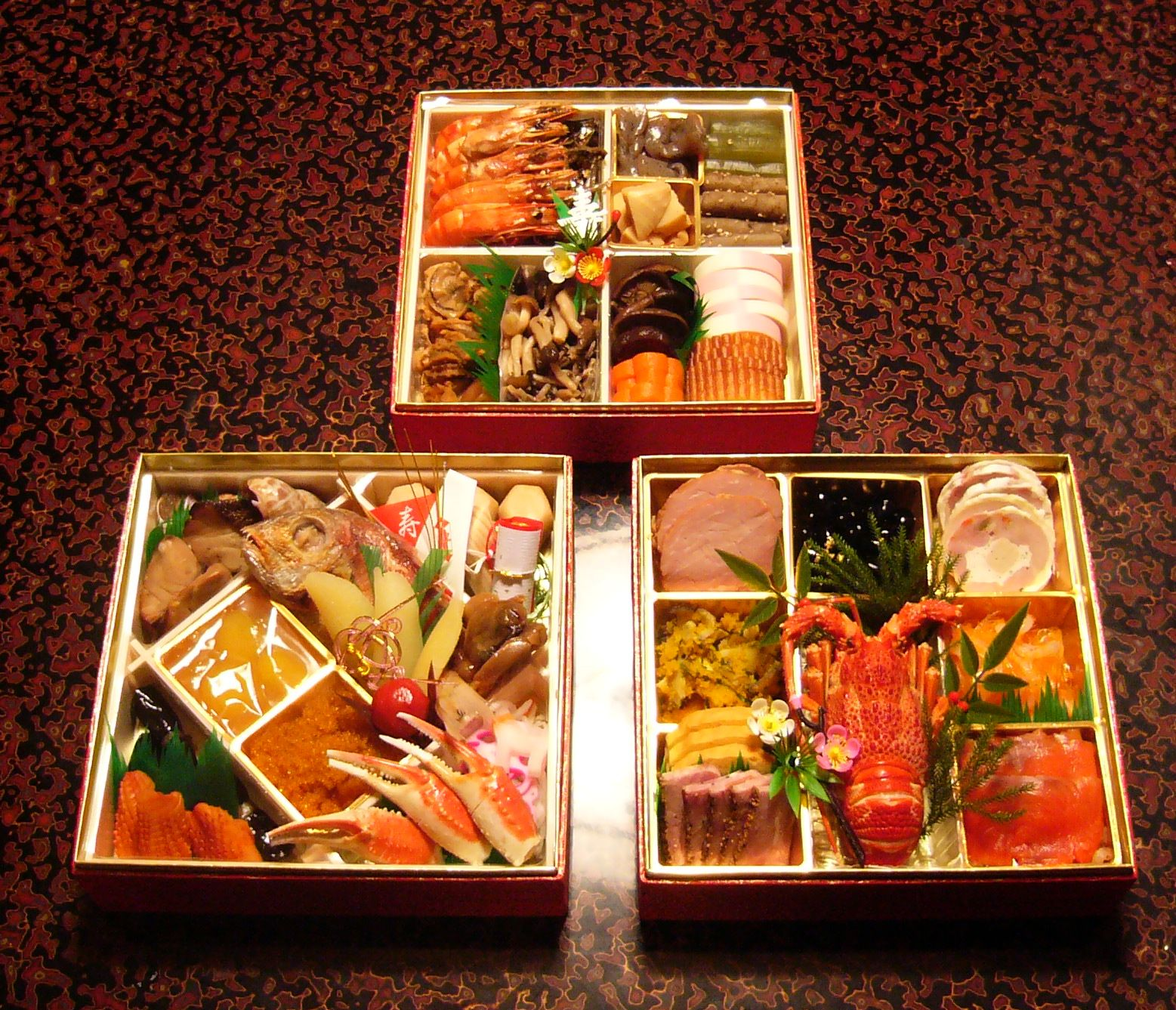
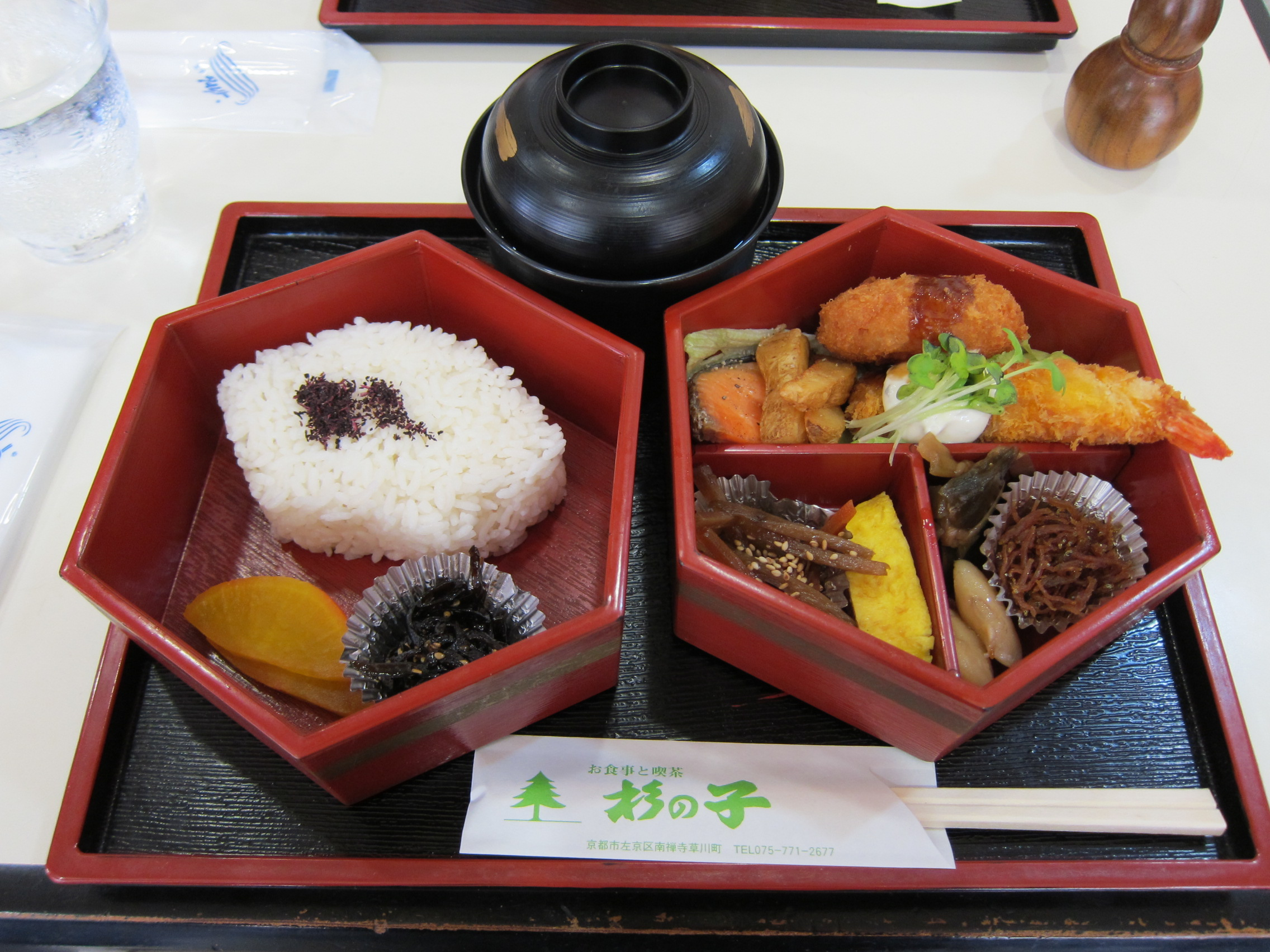
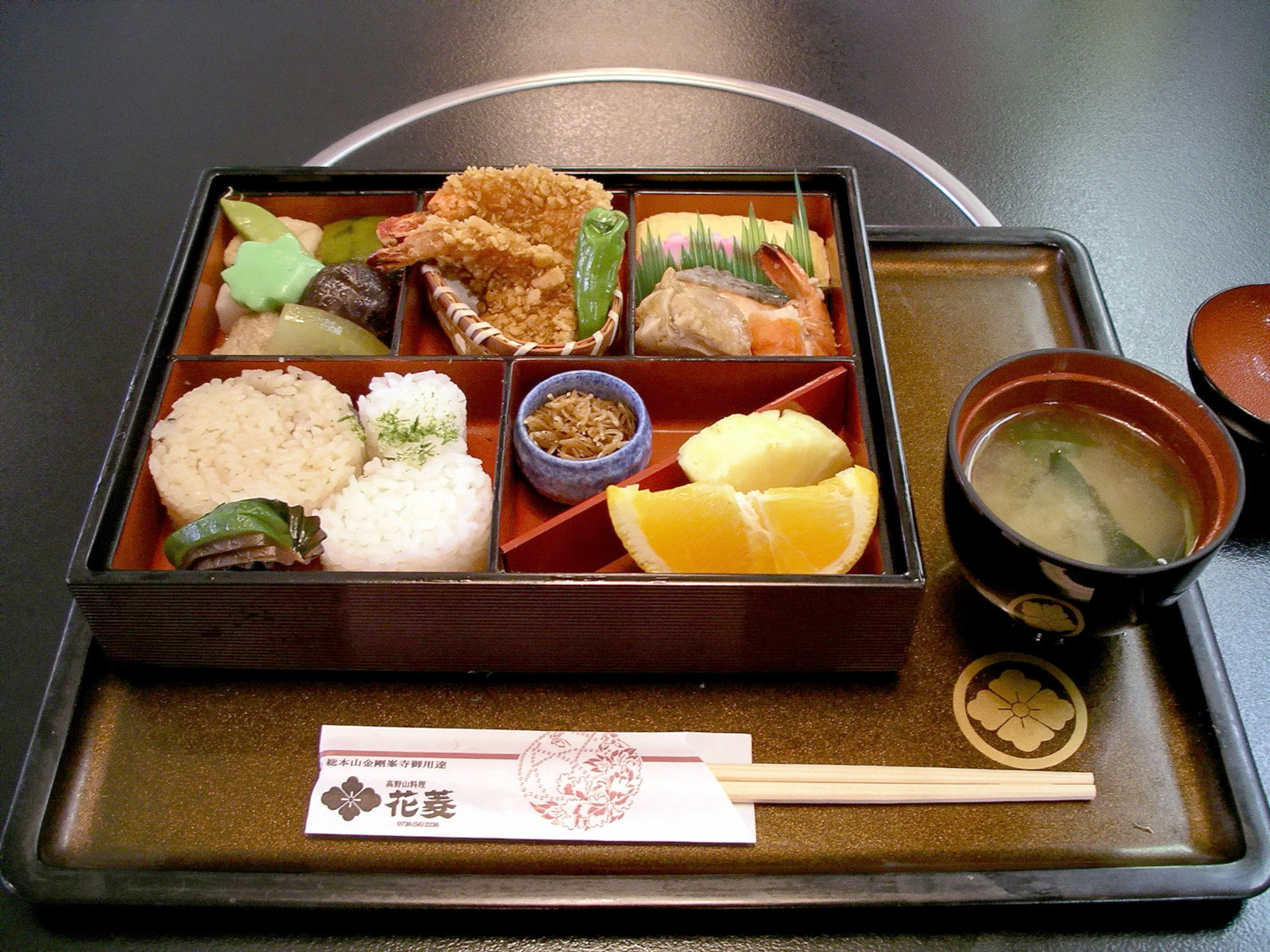
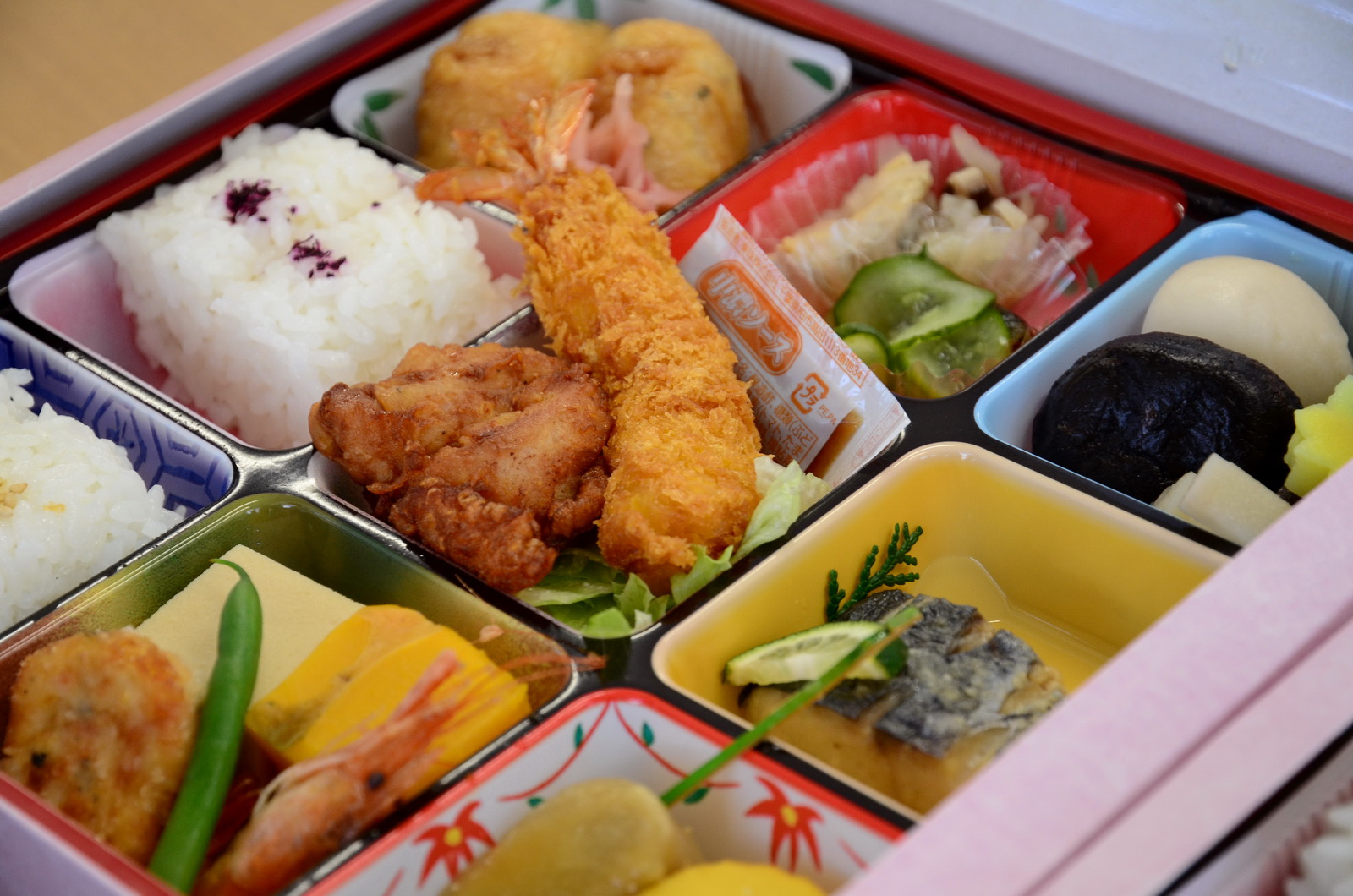
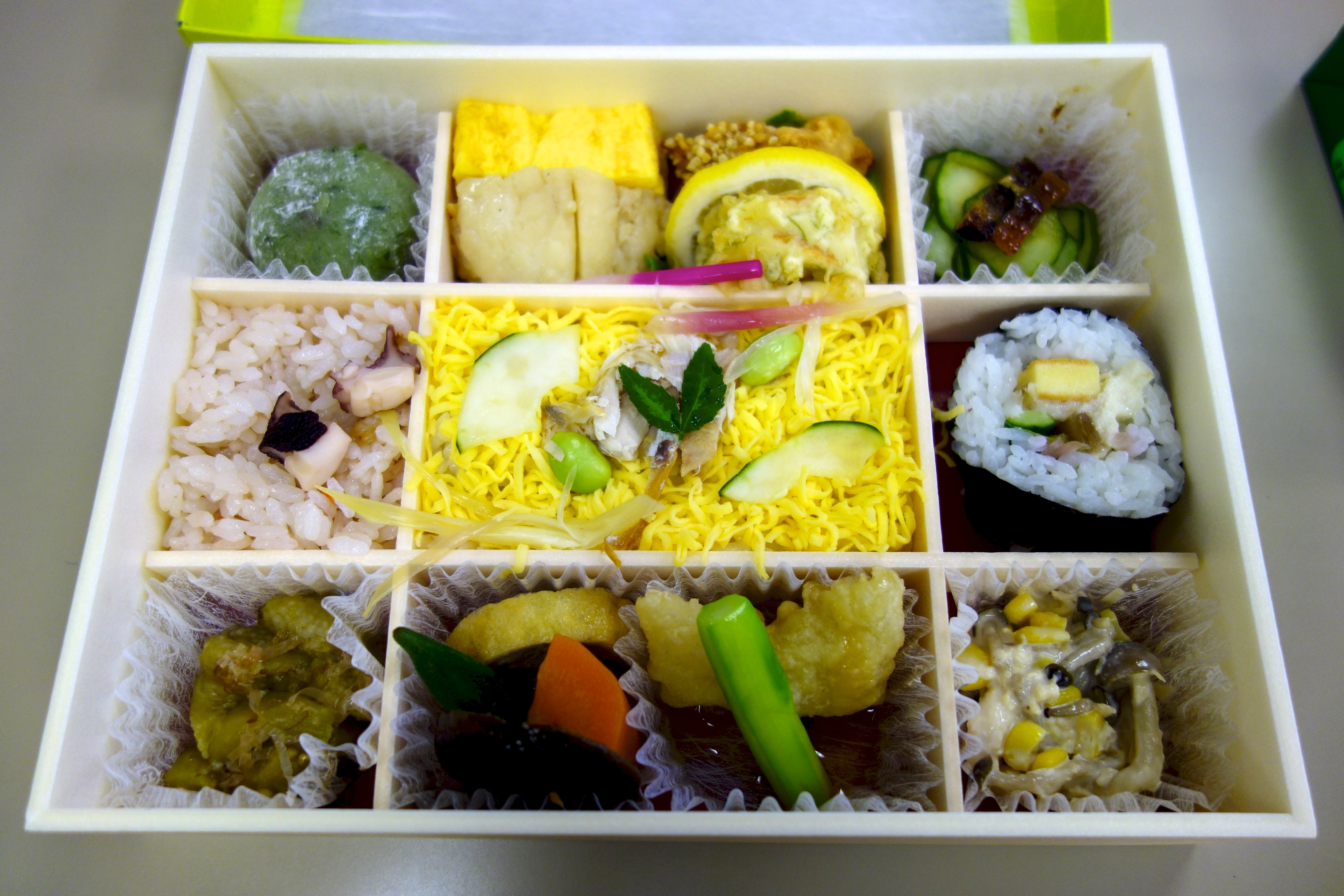
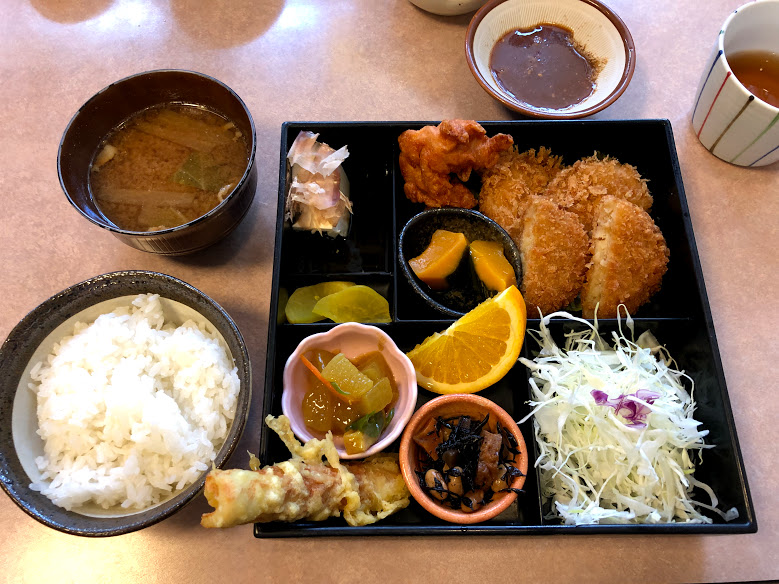
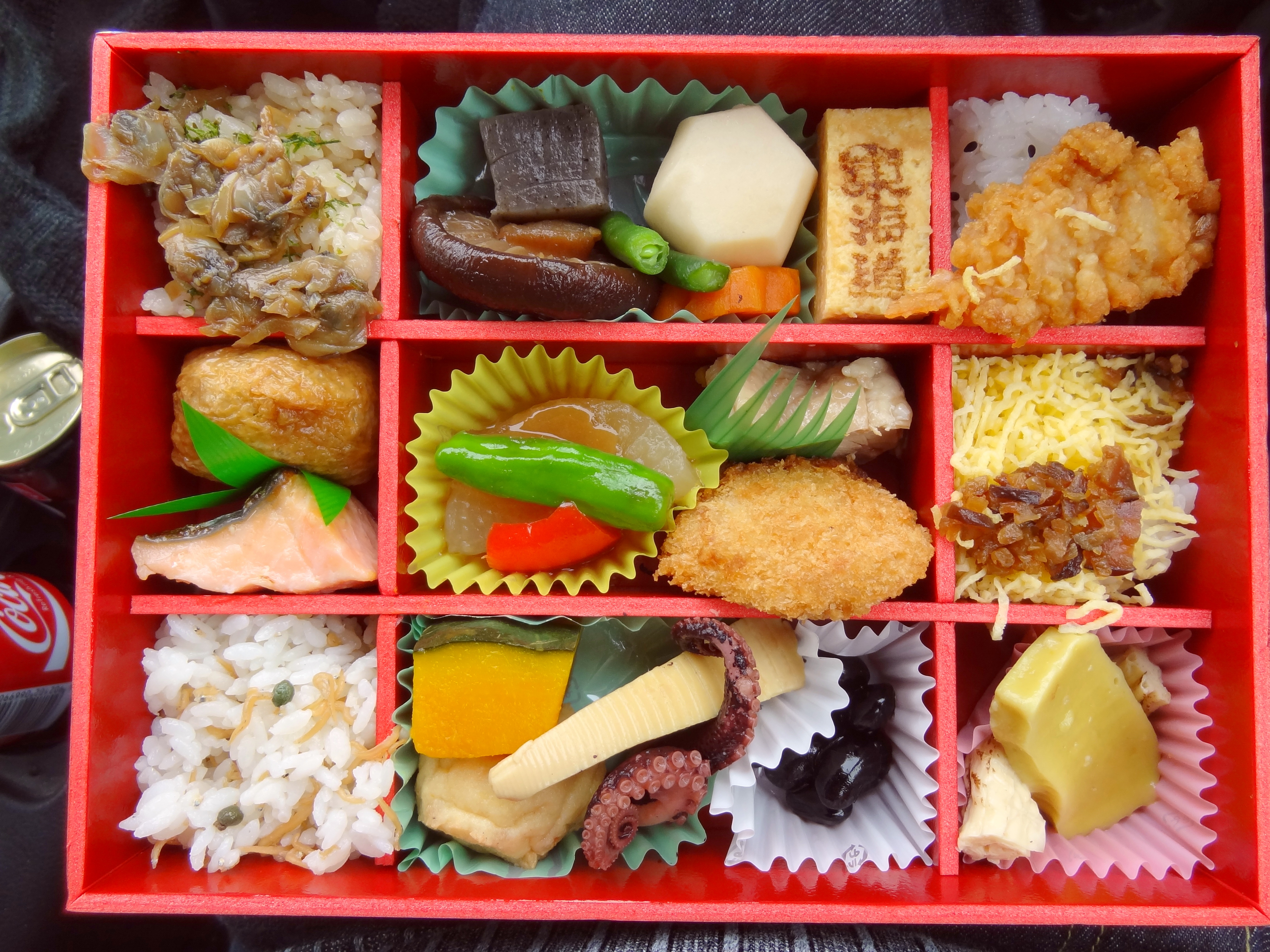
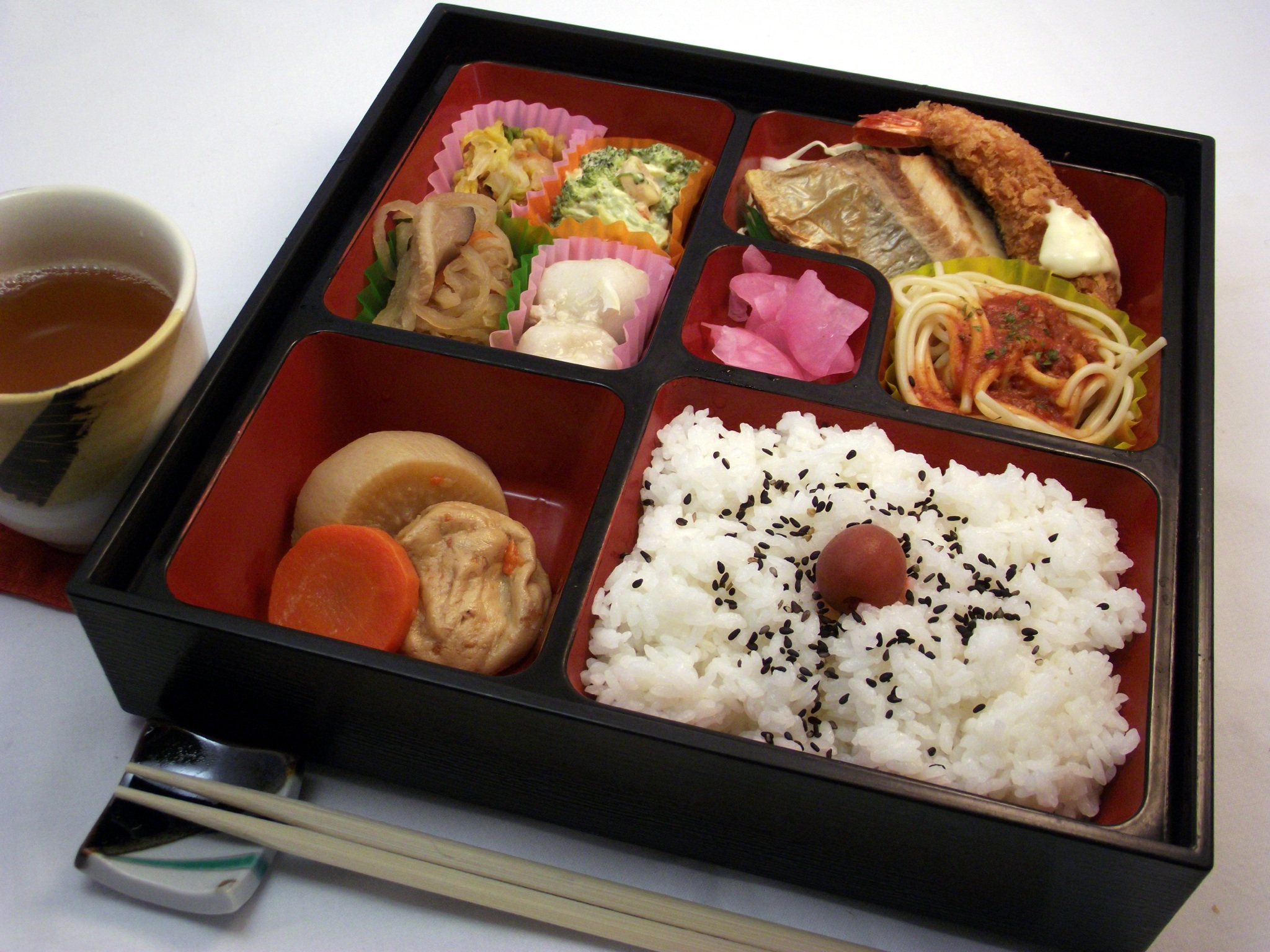
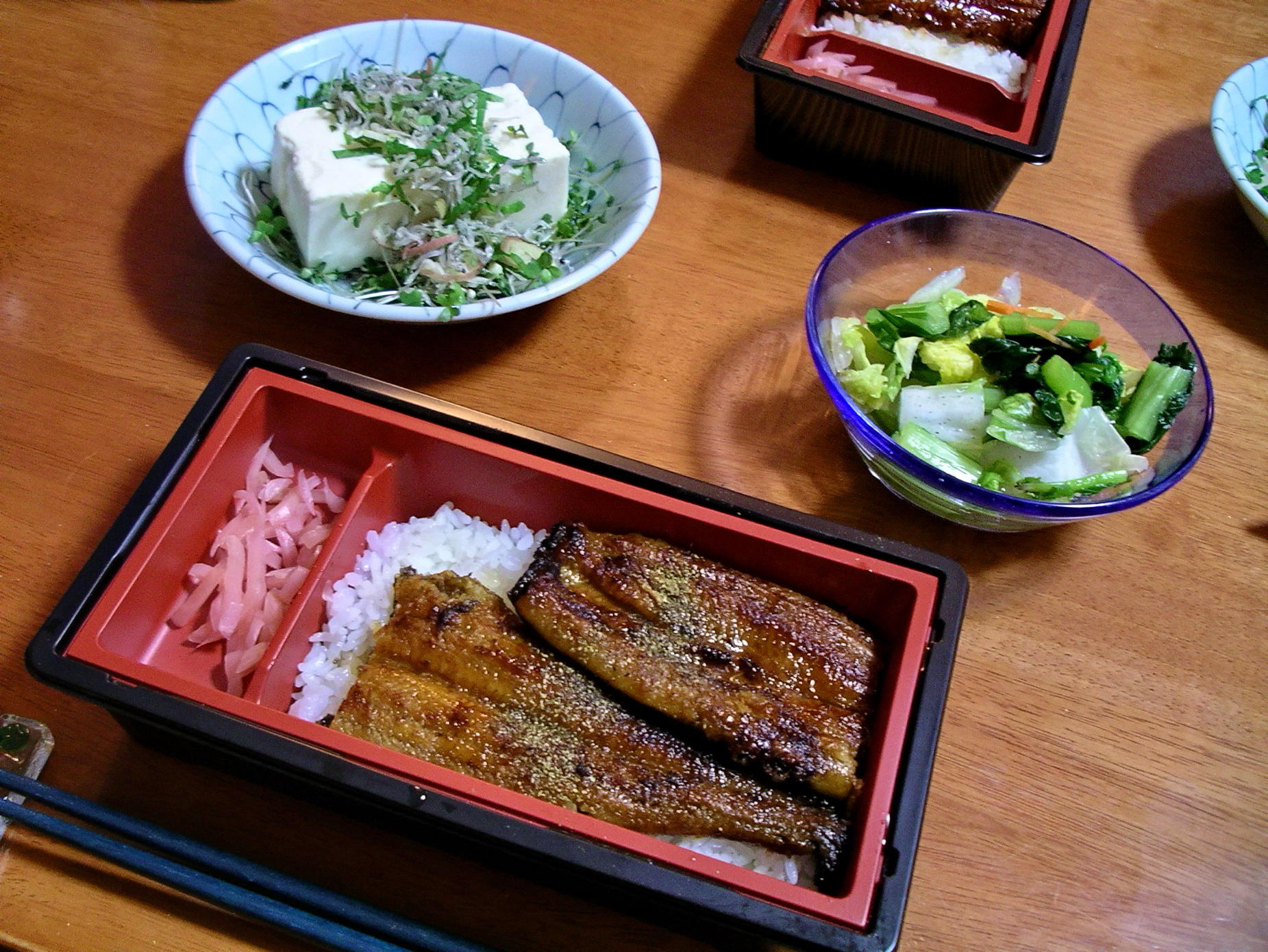

Les aliments que l'on y trouve sont variés : environ 40 % de riz, 30 % de protéines animales, 20 % de légumes frais et 10 % de légumes macérés (tsukemono) ou de fruits. Le bento exige que tout soit coupé pour être mangé facilement avec les doigts ou des baguettes.

Quelques exemples de bento de restauration rapide
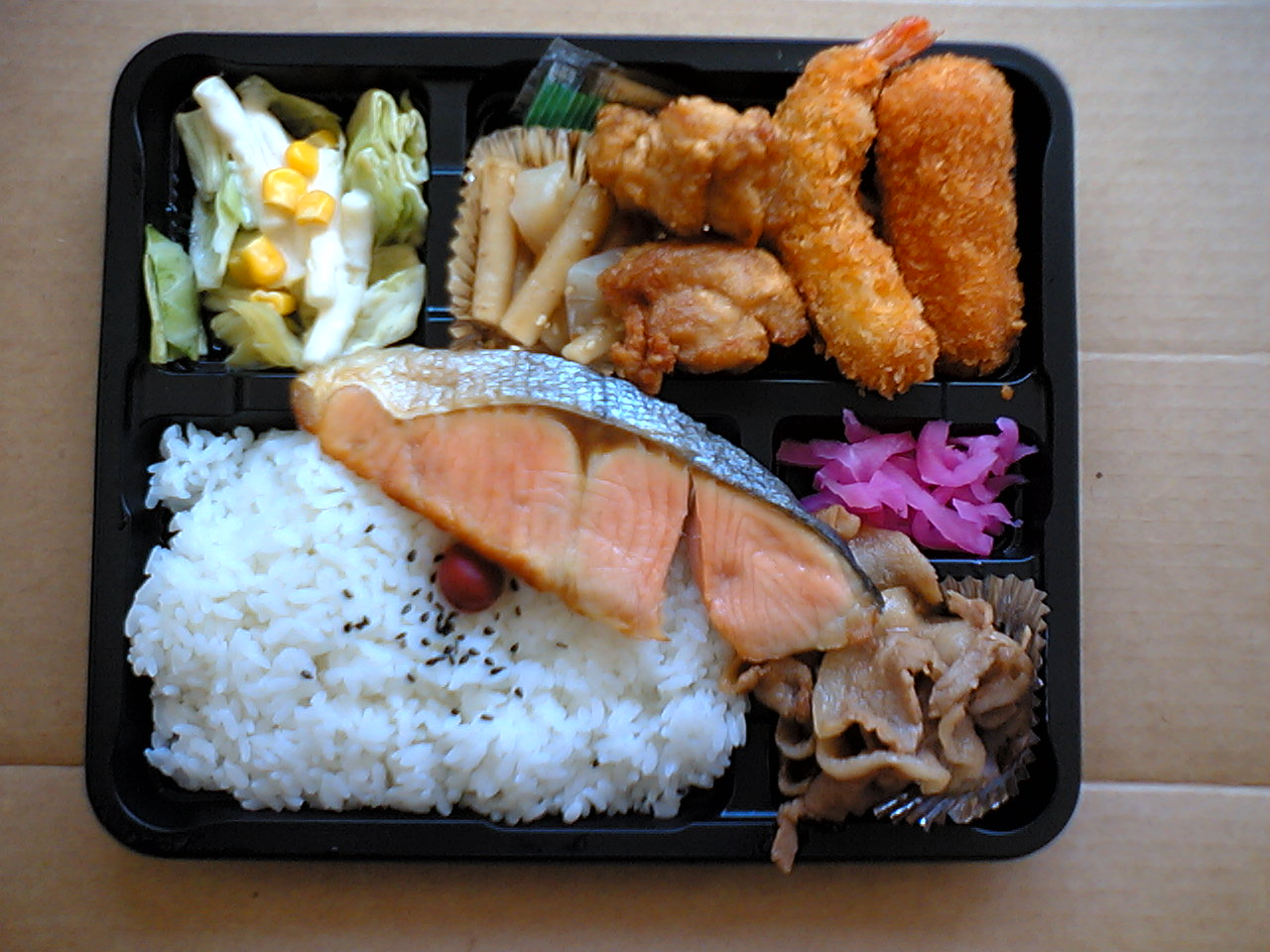
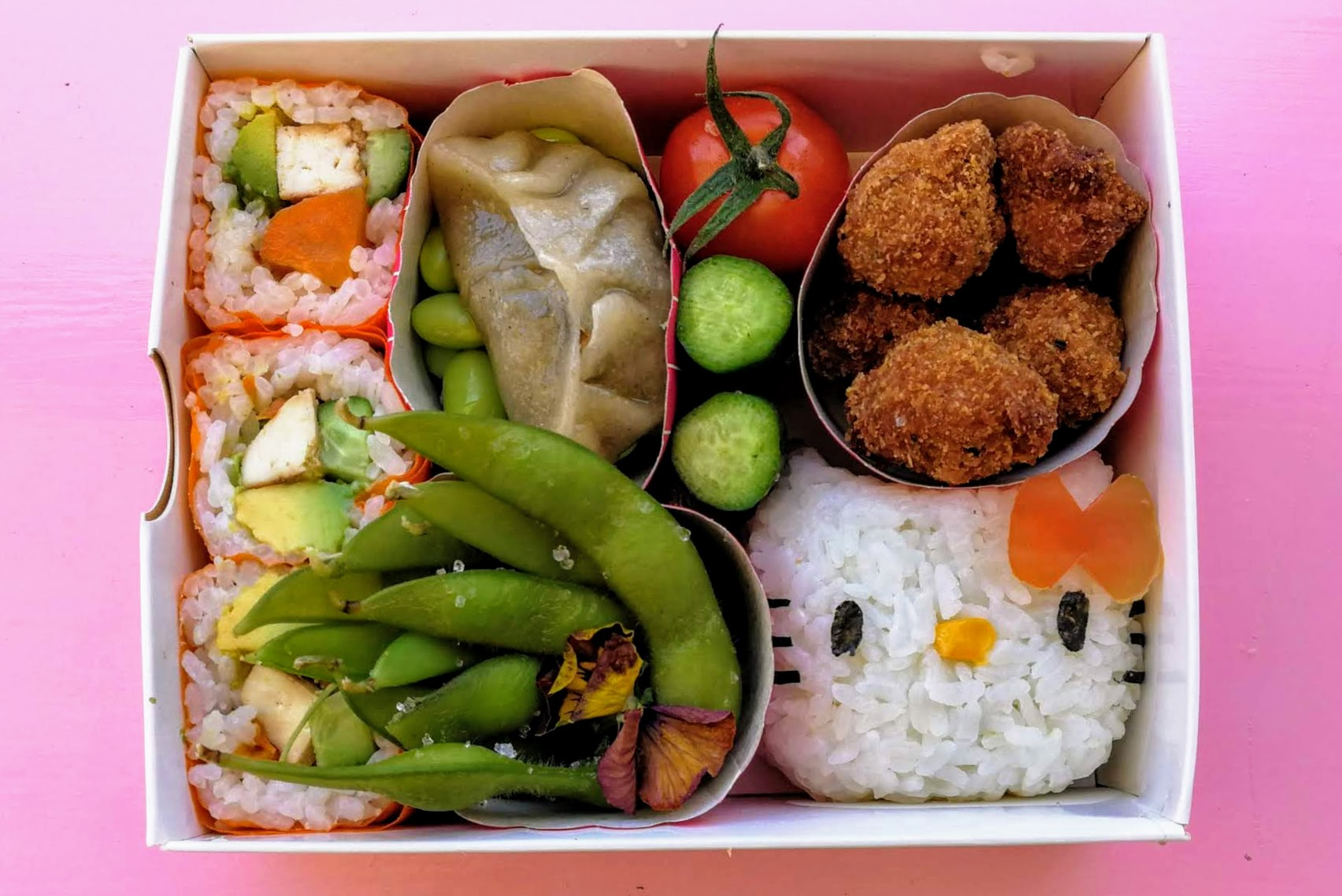
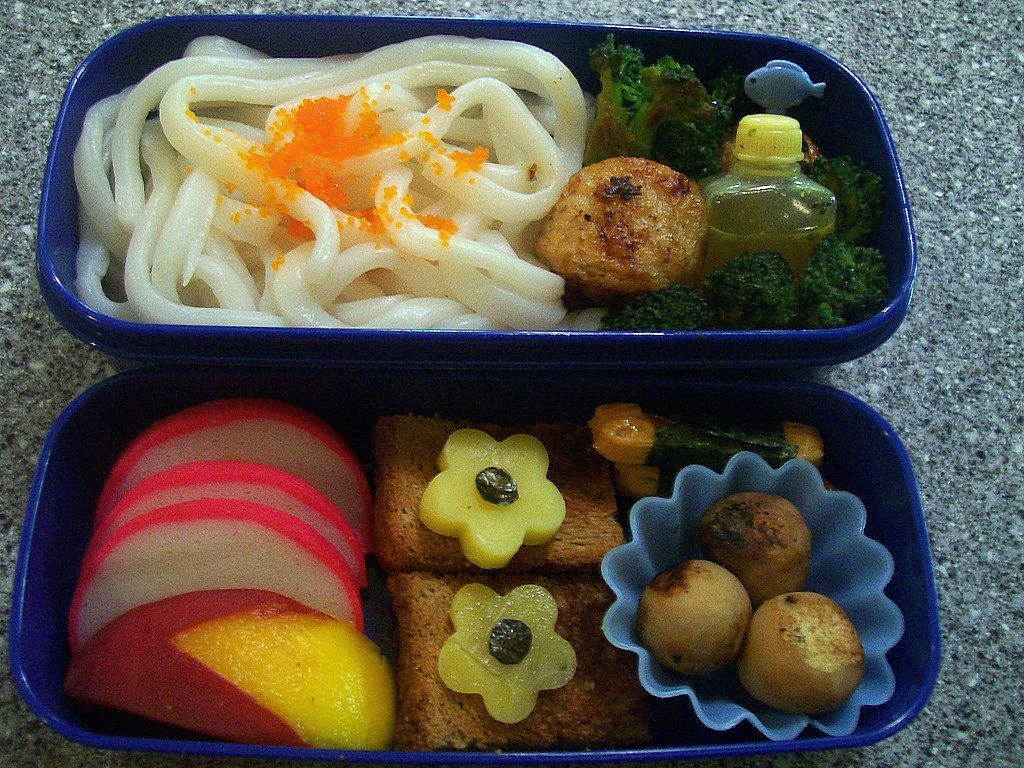
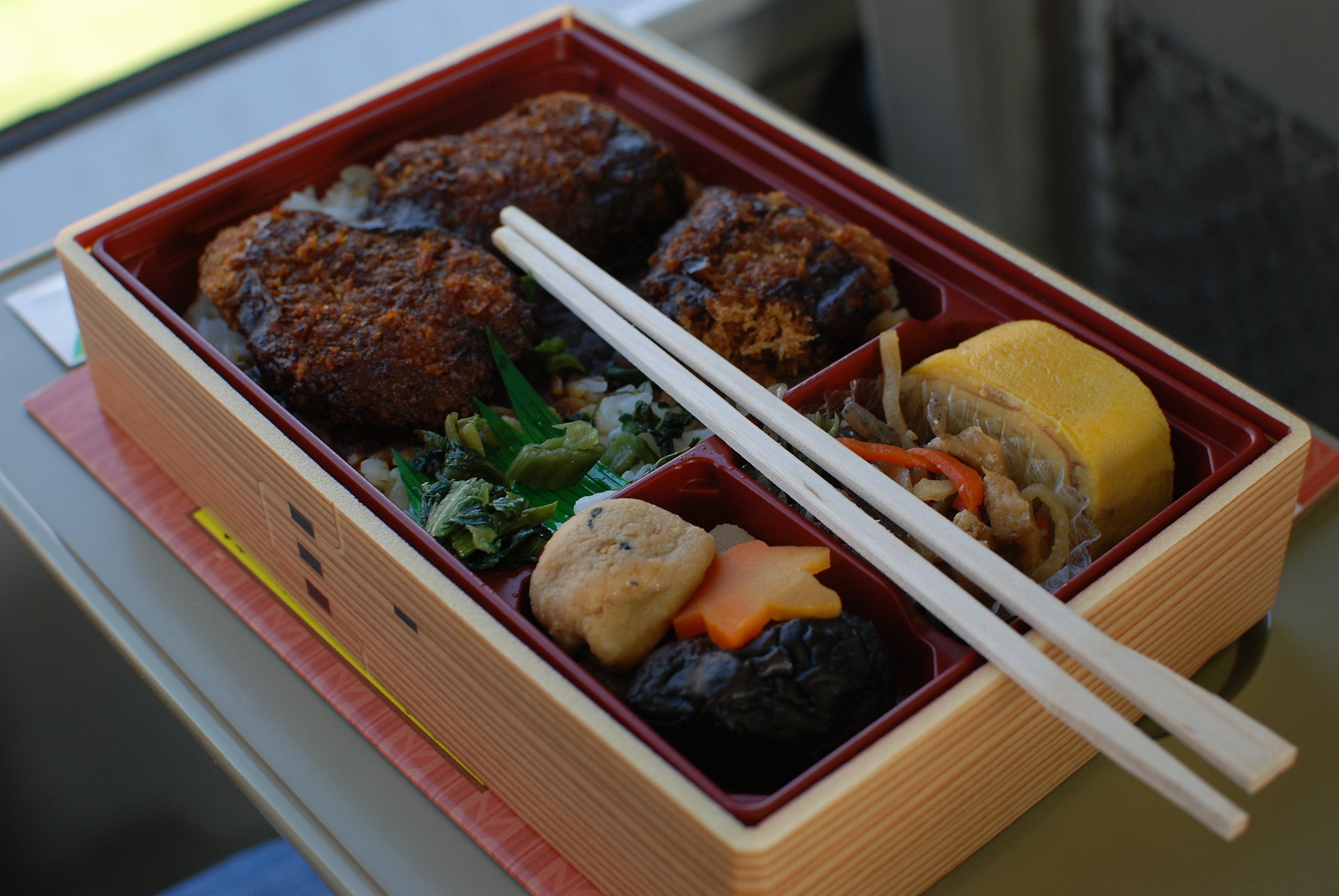
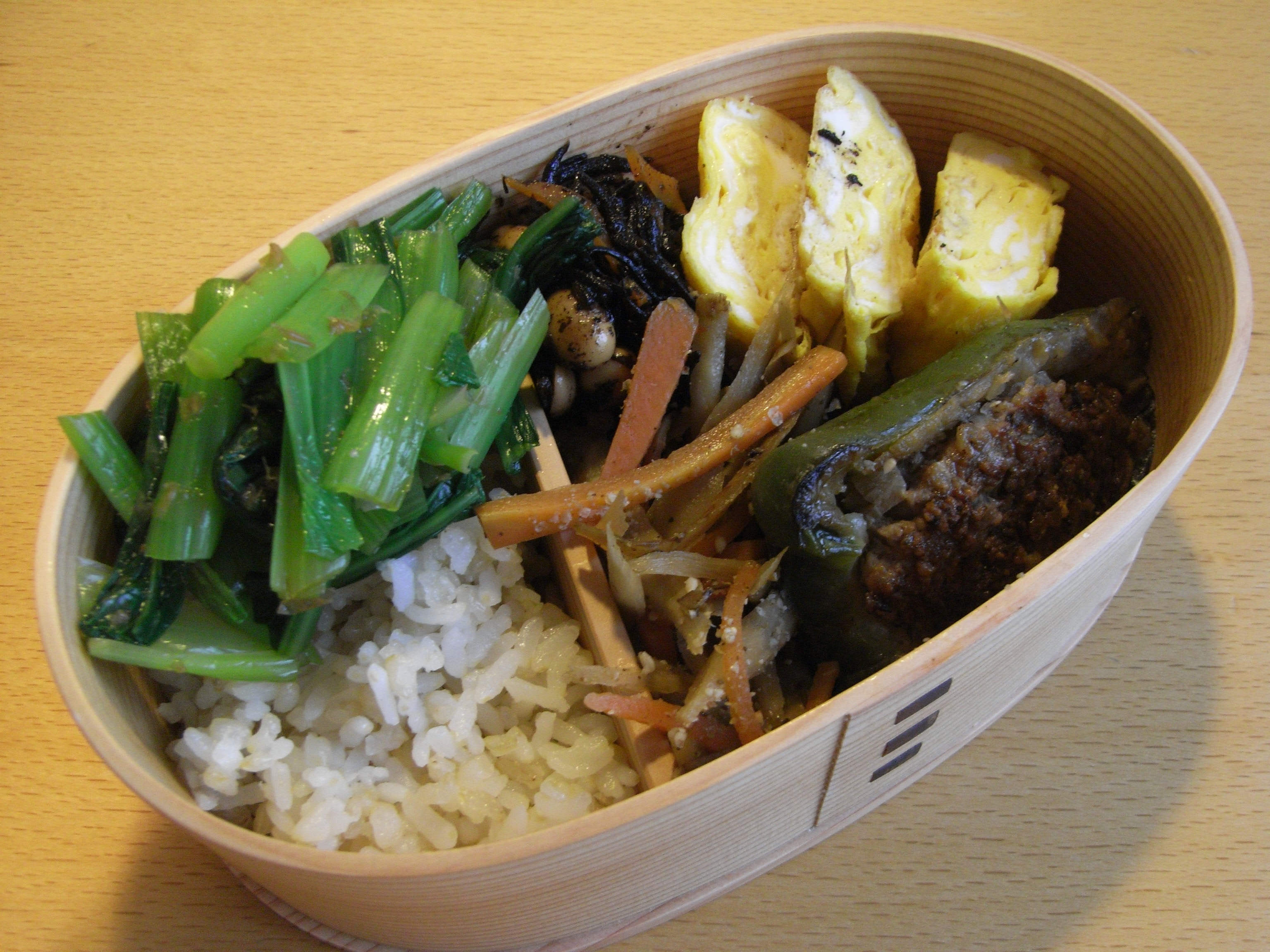

## Coffret repas ou boîte à bento
Un des traits caractéristiques du bento est son contenant : c'est le bentō bako (弁当箱, « boîte à bento »), appelé « gamelle » dans les pays francophones (ou lunch box dans les pays anglophones). Le repas est toujours disposé dans un coffret compartimenté.
- Quelques boîtes jūbako (en) à bento

Quelques boîtes jūbako à bento
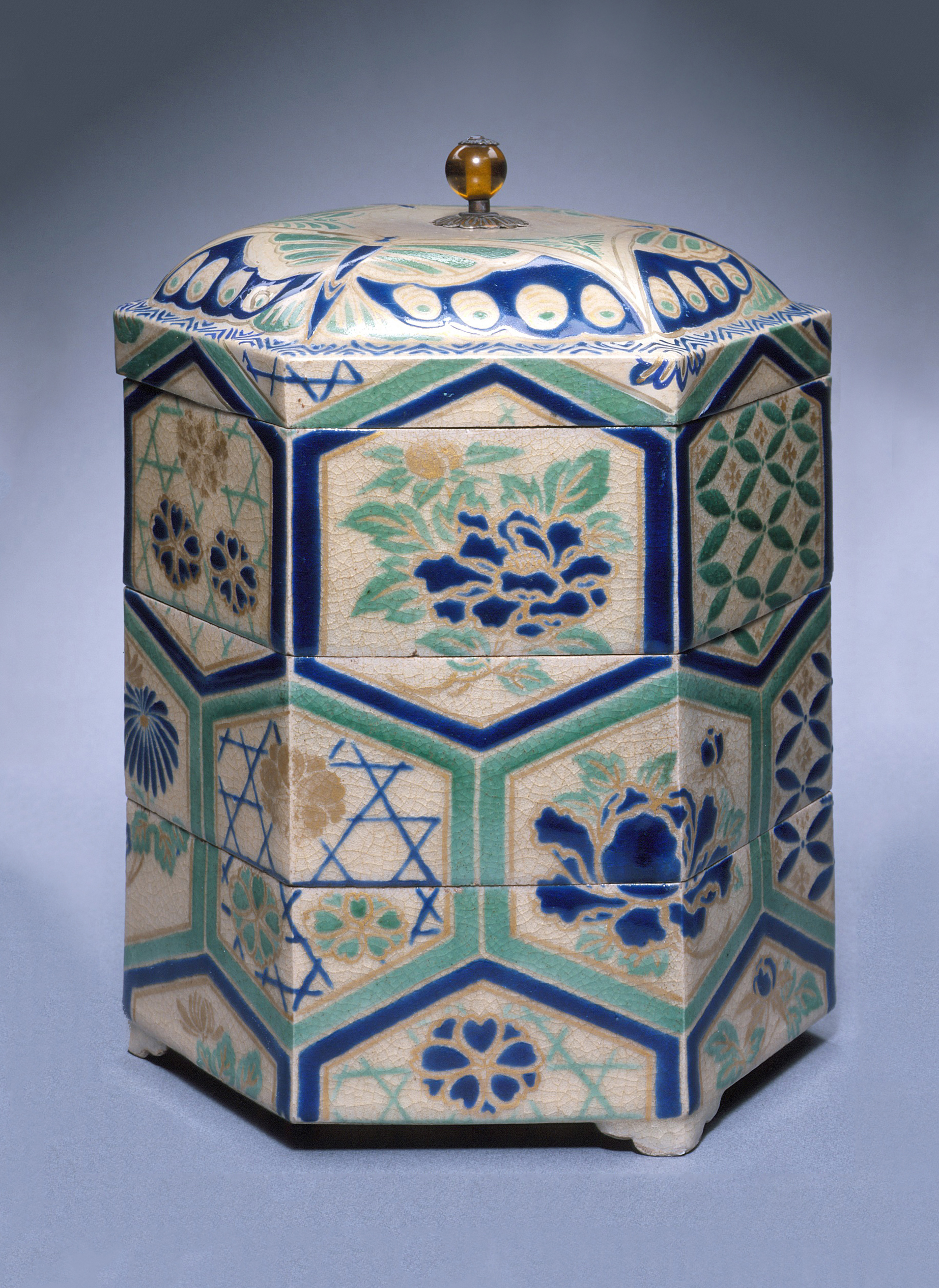
Céramique Kyō (XVIIIe siècle).
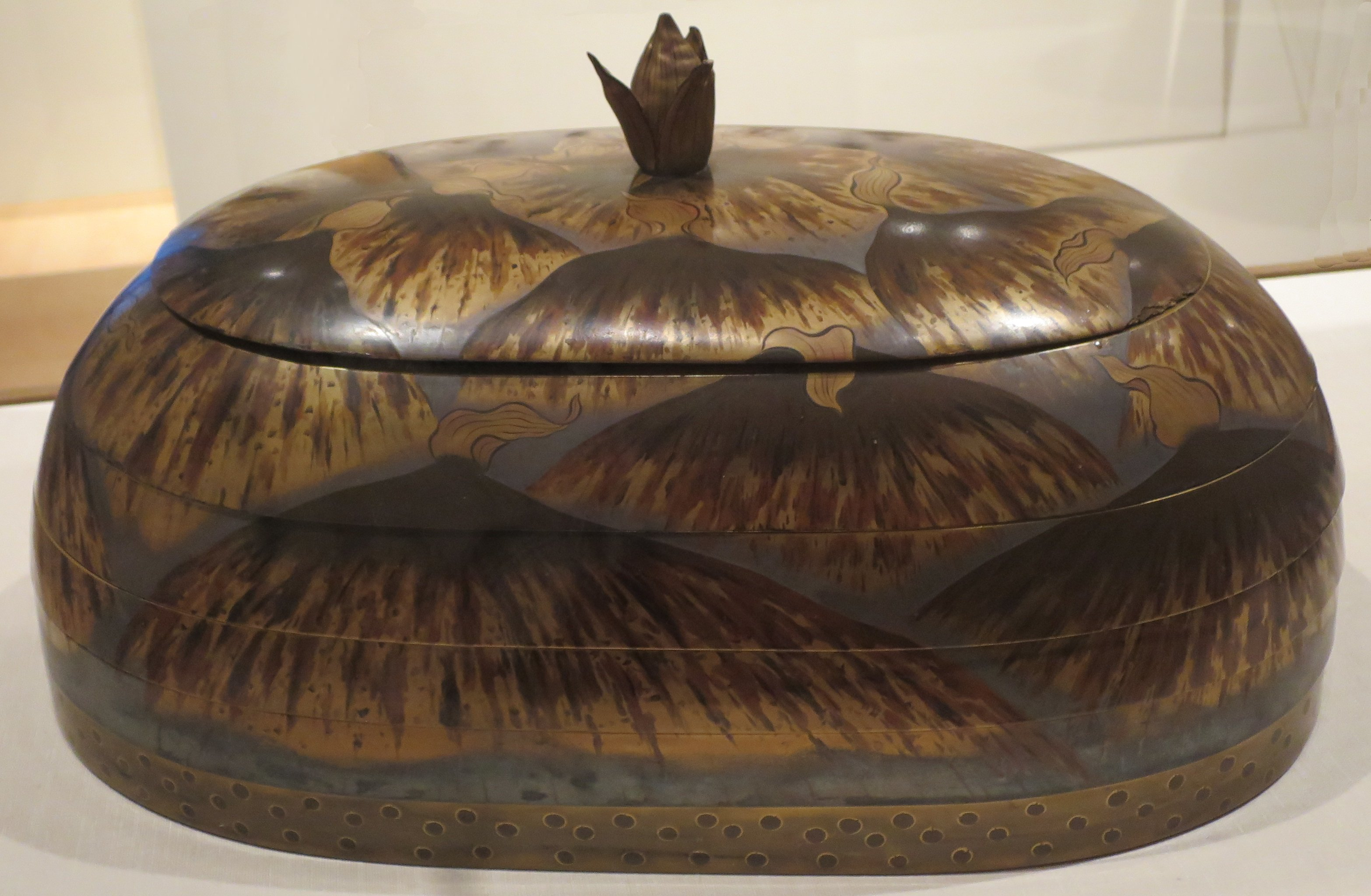
Honolulu Museum of Art d'Hawaï.
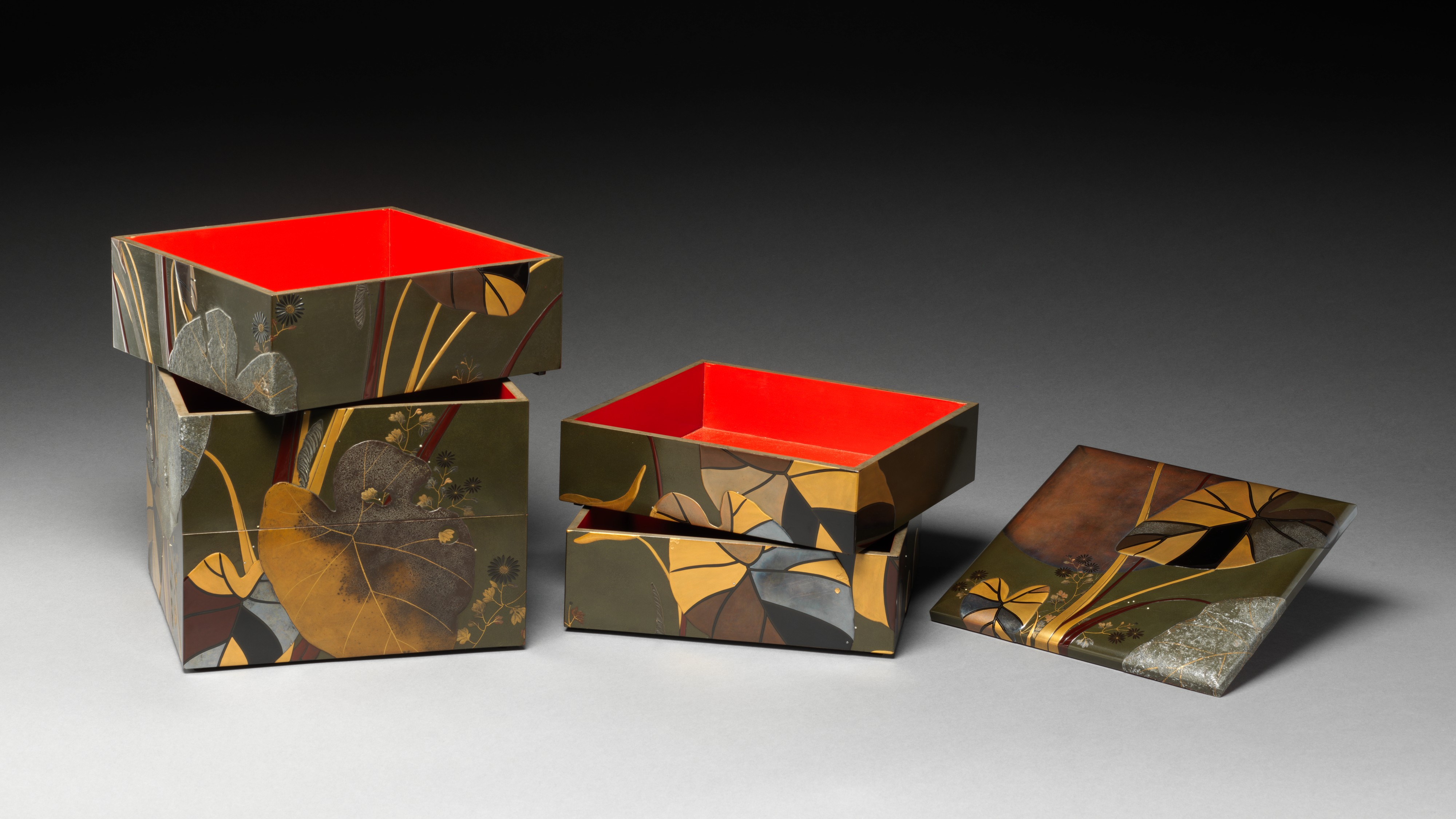
Metropolitan Museum of Art de Manhattan à New York.
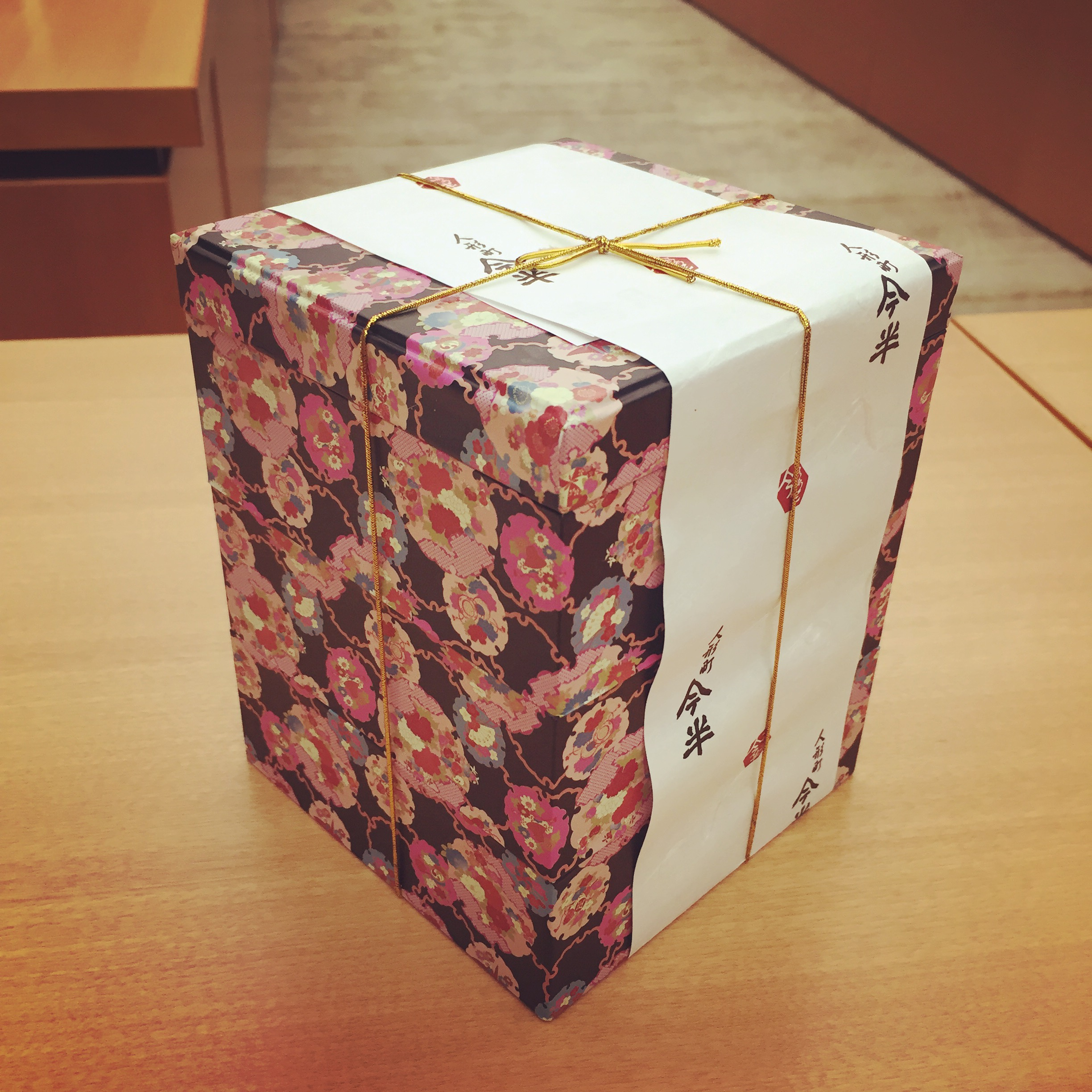
Emballé avec un furoshiki.
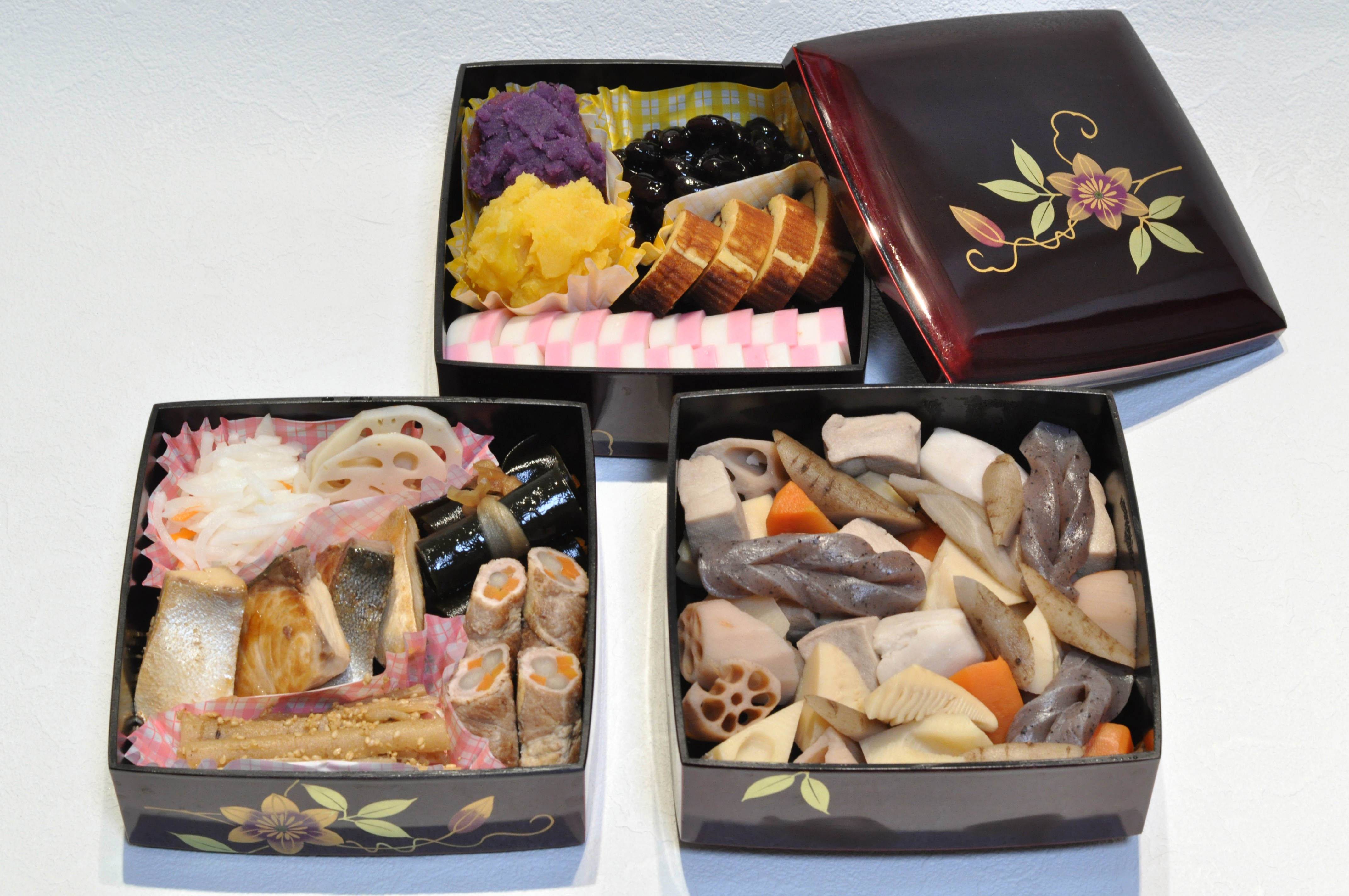
Osechi de Nouvel An japonais.

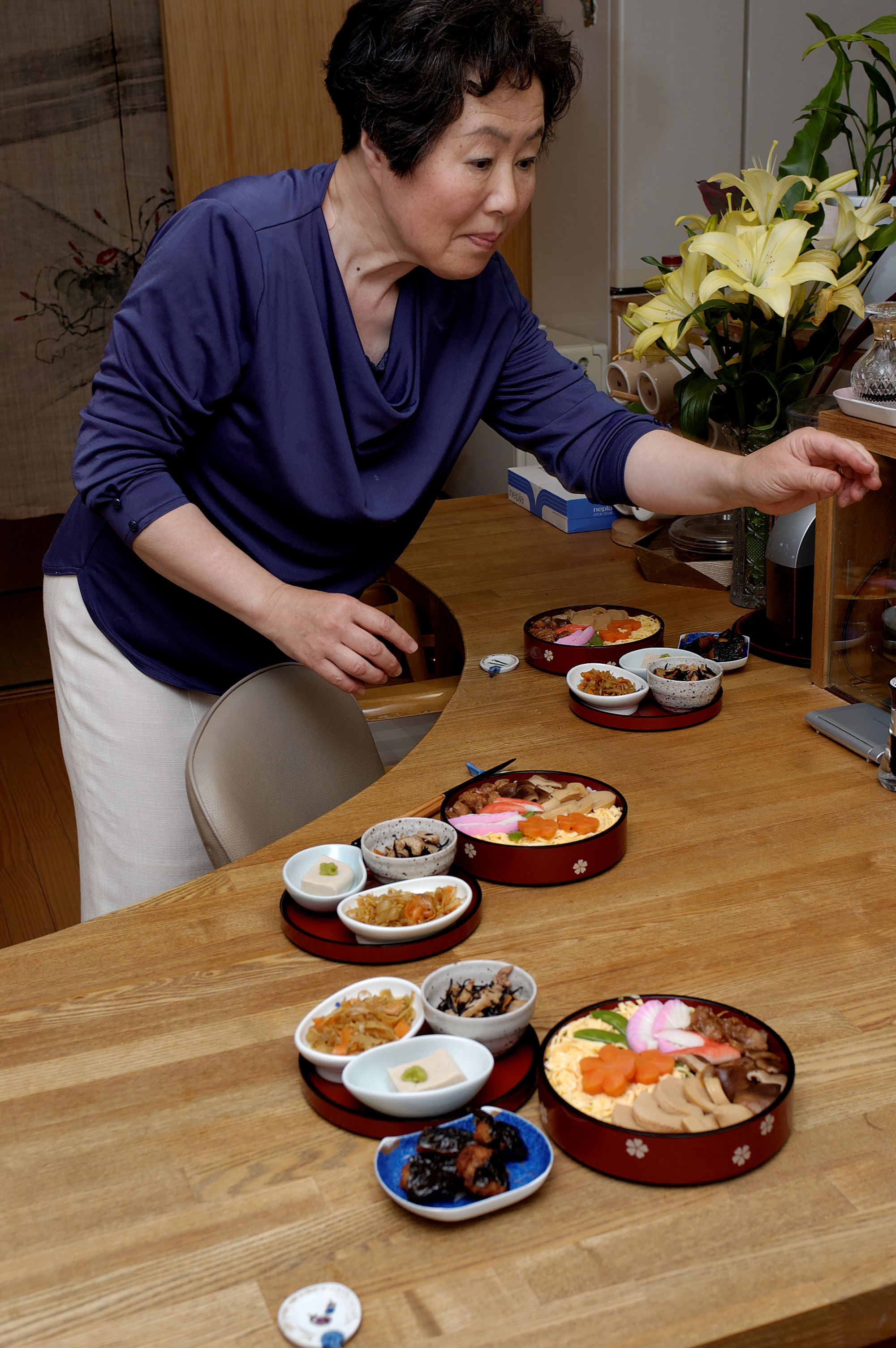
Repas chez Mrs Y's.

On trouve les types de contenants suivants :
- les coffrets en bois laqué (restaurants ou traiteurs de luxe livrant à domicile) ;
- en céramique, dans le but d'être collectionné kamameshi bentō (釜飯弁当?) ;
- les imitations en résine synthétique des coffrets précités, réutilisables (restaurants modernes) ;
- les boîtes hermétiques en plastique dur ou en aluminium (écoliers, travailleurs, pique-nique familial) ;
- enfin, et de plus en plus, les barquettes à usage unique, en plastique très fin, en polystyrène ou en aluminium (peuvent alors être réchauffés).

On les trouve en supermarchés, dans les bentō-ya (弁当屋, marchands spécialisés en bentō), kiosques des gares, konbini, etc.
Les boîtes préparées à la maison sont généralement entourées d'un furoshiki, ou d'un sac en tissu ou isotherme, permettant ainsi de la porter plus facilement.

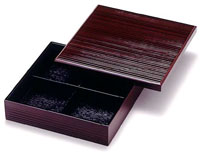
Shōkadō bentō.

On donne un nom à certaines boîtes à bento particulières :
- Le shōkadō bentō (松花堂弁当?, du nom du temple Shōkadō), boîte généralement en bois à quatre compartiments divisés par une paroi cruciforme. Il inspira le design de l'ordinateur portable ThinkPad d'IBM (maintenant propriété de Lenovo)[6].
- Le kamameshi bentō (釜飯弁当?) en céramique, vendu comme objet à collectionner dans les gares ferroviaires de la préfecture de Nagano.

## Bento et société

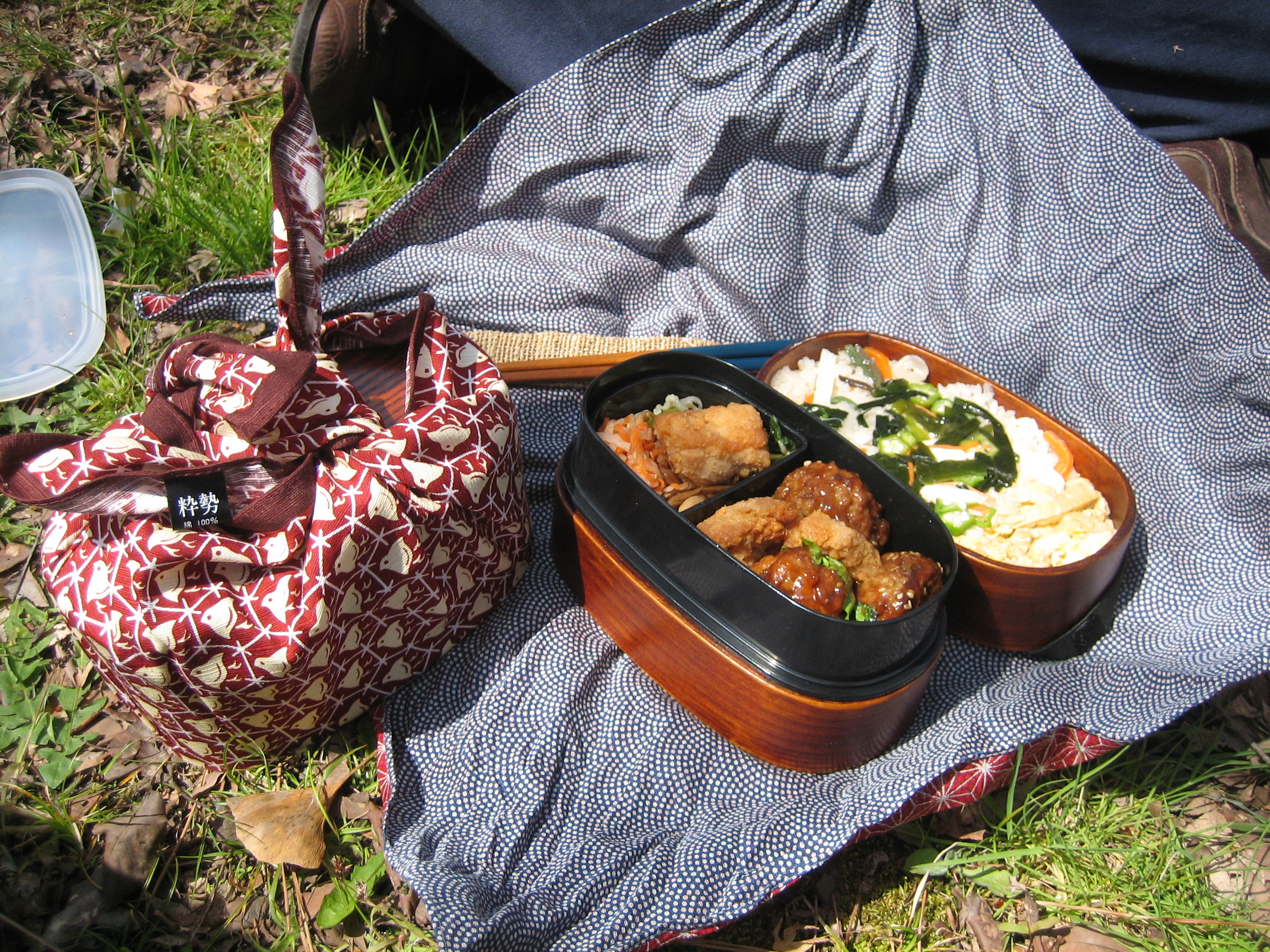
Bentō bako enveloppé d'un furoshiki, pièce de tissu servant à porter et isoler.
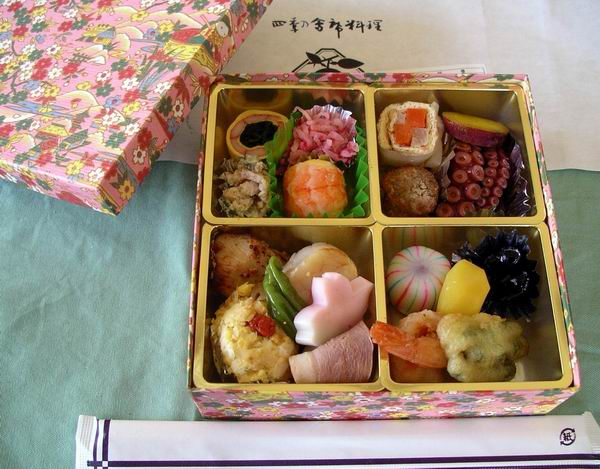
Hanami bentō.
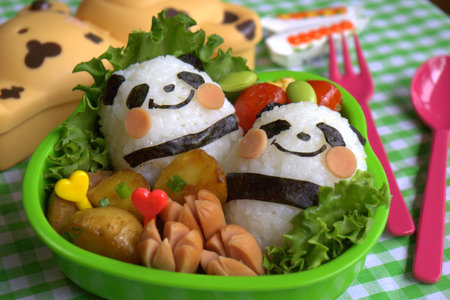
Kyaraben en forme de panda.

On trouve des bentos vendus partout au Japon (dans les supérettes ouvertes jour et nuit, à bord des trains, dans des restaurants dédiés), mais dans de nombreux cas l'épouse ou la mère prépare le bento de midi pour son époux et ses enfants . 
Souvent à destination des enfants, certains parents préparent des kyaraben (キャラ弁, kyaraben), des bento agrémentés de décorations (飾り切り, kazari-giri) en forme de personnages kawaii (« mignons » en japonais). Du fait de la charge de travail que cela représente, de plus en plus de parents s'opposent à cette pratique. 

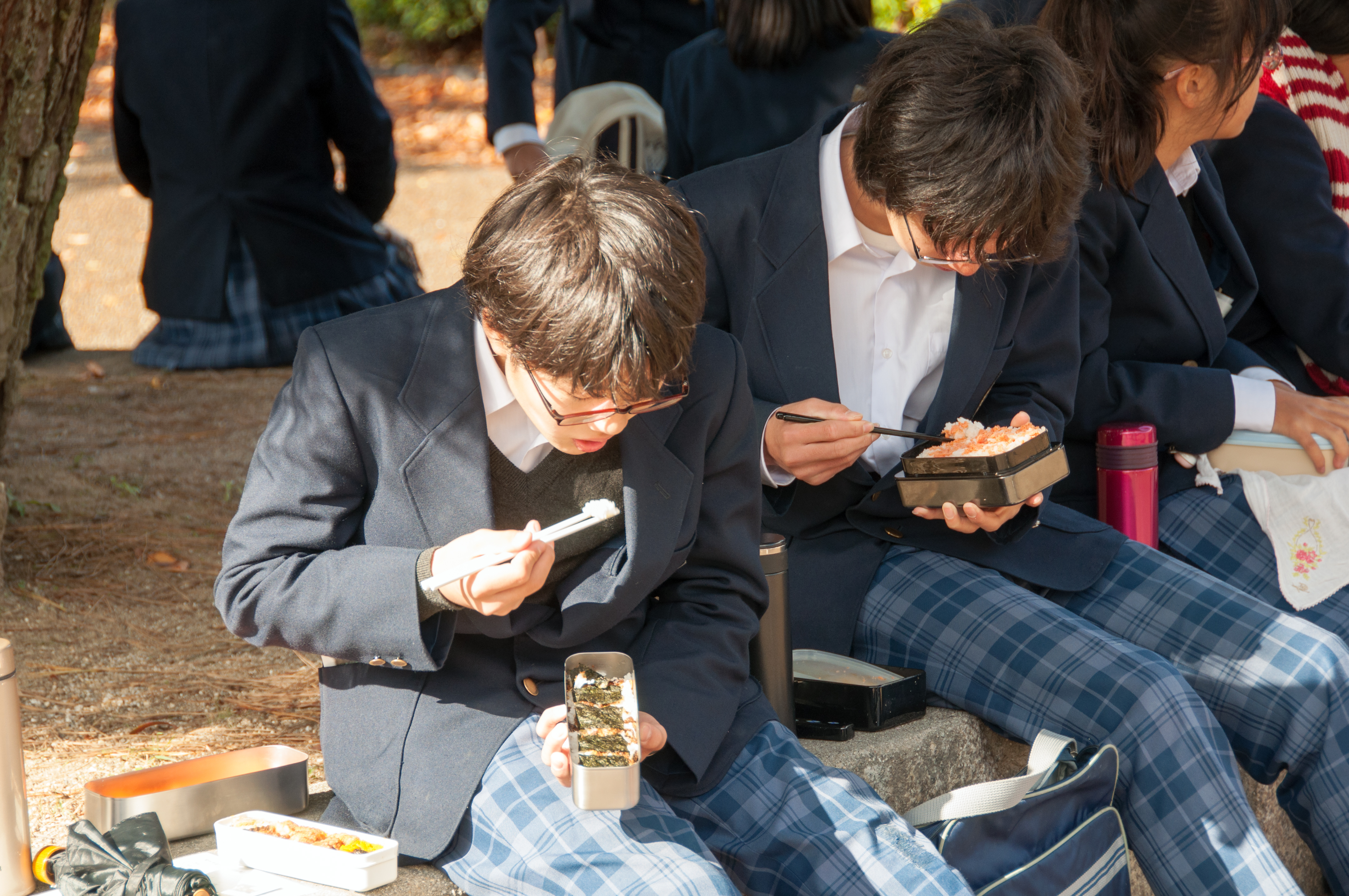
Repas d'étudiants du parc Maruyama de Kyoto.
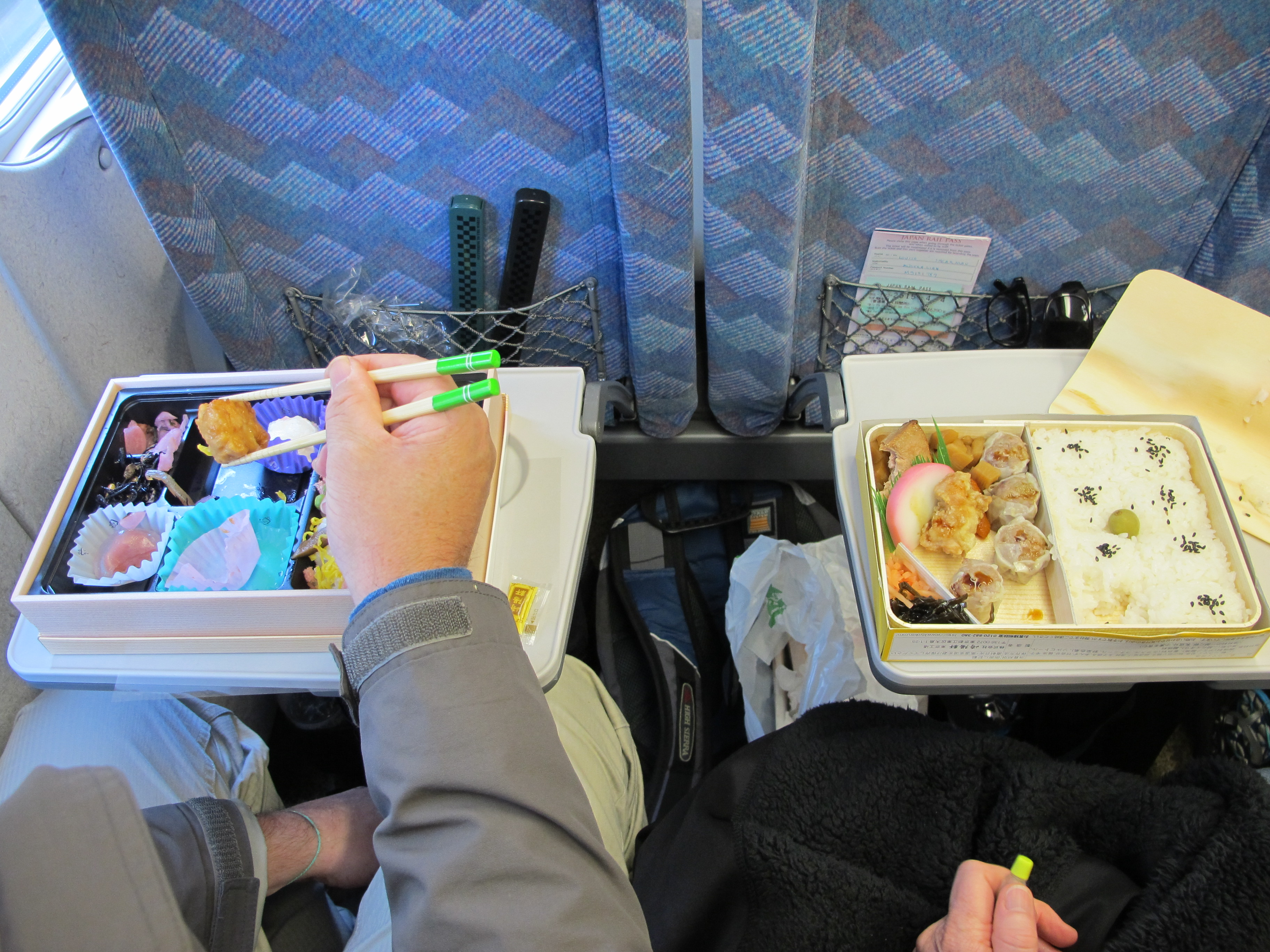
Bento dans un train.

Cette préparation joue un rôle symbolique dans de nombreux récits de la littérature ou du cinéma japonais.

## Historique
- Si vous ne connaissez pas le sujet, laissez ce bandeau (vous pouvez alors contacter les auteurs).
- Si vous supprimez le contenu mis en cause (vous pouvez préalablement contacter les auteurs),

argumentez précisément cette suppression dans la page de discussion
(un manque de référence n'est pas un argument ; une recherche réelle de référence doit avoir été effectuée, être formellement documentée).

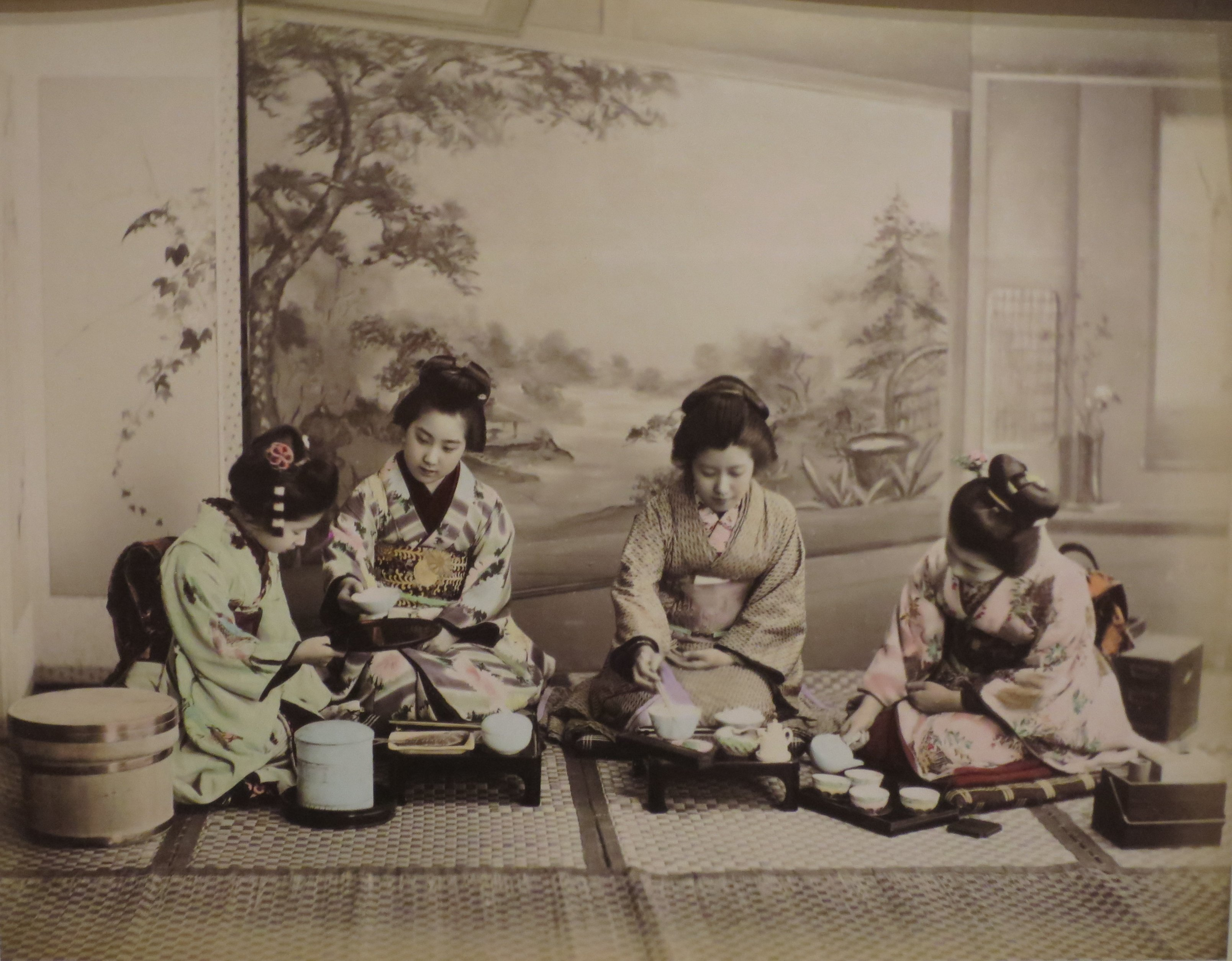
Scène de repas au XIXe siècle, Honolulu Museum of Art d'Hawaï.

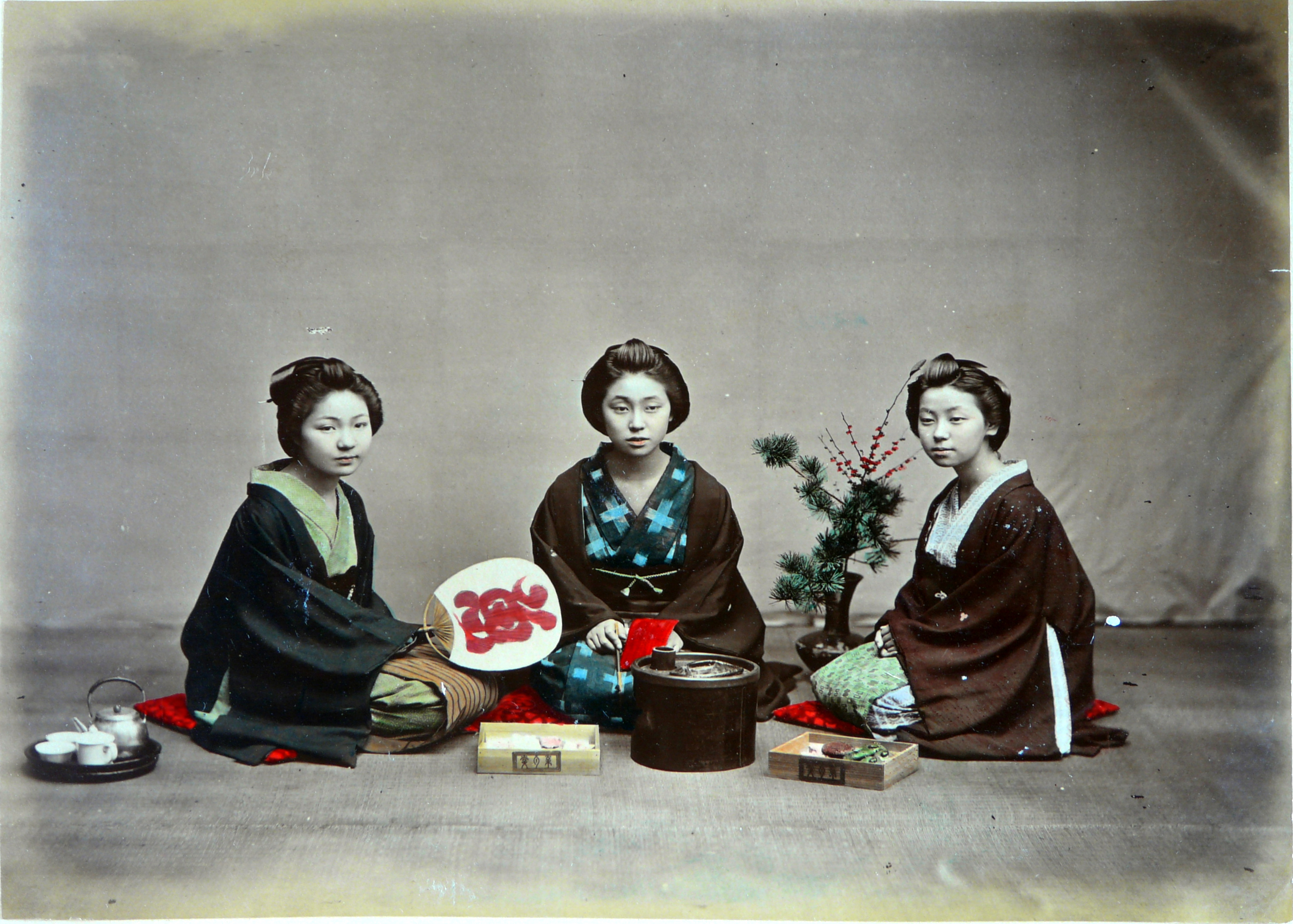
Scène de repas au XIXe siècle.

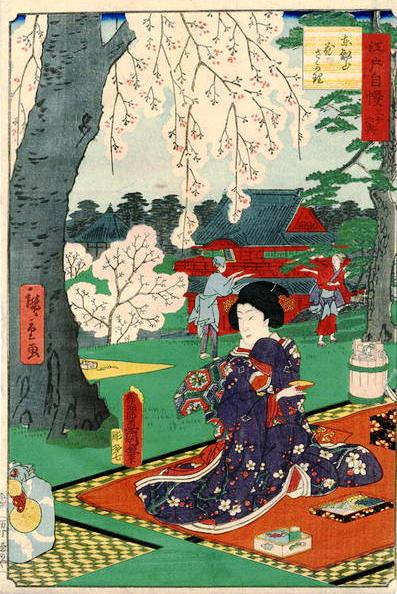
Cérémonial d'observation des fleurs de cerisier (hanami) de l'Époque d'Edo, Hiroshige (1860).

On trouve trace du bento dès l'ère Kamakura (1185 à 1333) où du riz cuit et séché, nommé hoshi-ii (糒/干し飯), est produit, stocké et transporté dans de petits récipients. 
Le riz cuit, comme tous les produits riches en amidon se conservant très mal, les voyageurs ont coutume de transporter un stock de riz cru dans leurs bagages ou baluchon (furoshiki) et de le faire cuire dans les relais ou auberges, n'achetant sur place que les garnitures ou okazu (御数/御菜).
Pendant l'époque Azuchi Momoyama (1568 à 1600), des boîtes en bois laqué, comme celles actuelles, sont produites et l'on mange des bentos en regardant les sakura en fleurs pendant le hanami ou encore pendant la cérémonie du thé. 
La culture du bento se développe et devient plus raffinée pendant l'époque Edo (1603 à 1867) : on l'associe alors au hanami, à la Hina matsuri (fête des filles) et aux sorties en bateau. 
Les touristes et voyageurs portent généralement un simple koshibentō (腰弁当), constitué de plusieurs onigiri enroulés dans des feuilles de bambou ou mis dans des boîtes en bambou.
Au XIXe siècle, on mange le makunouchi bentō durant les entractes des représentations de kabuki. 
Le premier ekiben (駅弁, « bento de gare ») apparaît pendant l'ère Meiji de 1868 à 1912. À cette époque, les écoles ne fournissent pas de repas. Les étudiants et professeurs emmènent donc des bentos avec eux.
La boîte en aluminium devient un objet de luxe pendant l'ère Taishō (1912 à 1926), en raison de sa facilité de nettoyage ainsi que par son aspect argenté. C'est à cette époque que les disparités de fortune commencent à apparaître nettement à cause de l'explosion des exportations pendant la Première Guerre mondiale, ainsi qu'en raison de mauvaises récoltes dans la région de Tohoku. À cette époque apparaît une mouvance pour abolir l'usage du bento dans les écoles. En effet, les bentos montrent trop souvent, de par leurs contenus, le milieu social de l'élève. De nombreuses personnes s'interrogent sur l'influence psychologique et physique, en raison du manque d'équilibre, des bentos. Ainsi, après la Seconde Guerre mondiale, ils sont petit à petit remplacés à l'école par des cantines.
Dans les années 1980, le four micro-onde et la prolifération des supérettes favorisent un regain d’intérêt en faveur du bento. De plus, l'arrivée du plastique permet la fabrication de boîtes peu coûteuses. Ainsi, il n'est pas rare de voir de nos jours des bentos dans les écoles. Les bentos sont également utilisés comme des paniers repas, lors de sorties avec la famille ou à l'école.
Le bento est ainsi exporté à Taïwan pendant la première moitié du XXe siècle lors de la colonisation du pays par le Japon. Il est encore populaire sous le nom de bendong ou biendang (chinois : 便當 ; pinyin : biàn dāng ; litt. « service pratique »).
Depuis quelques années[Quand ?], le bento est réputé en Europe : de plus en plus de marques et de blogs se créent sur le sujet, et proposent des concours de bentos.[réf. souhaitée]

## Quelques variantes

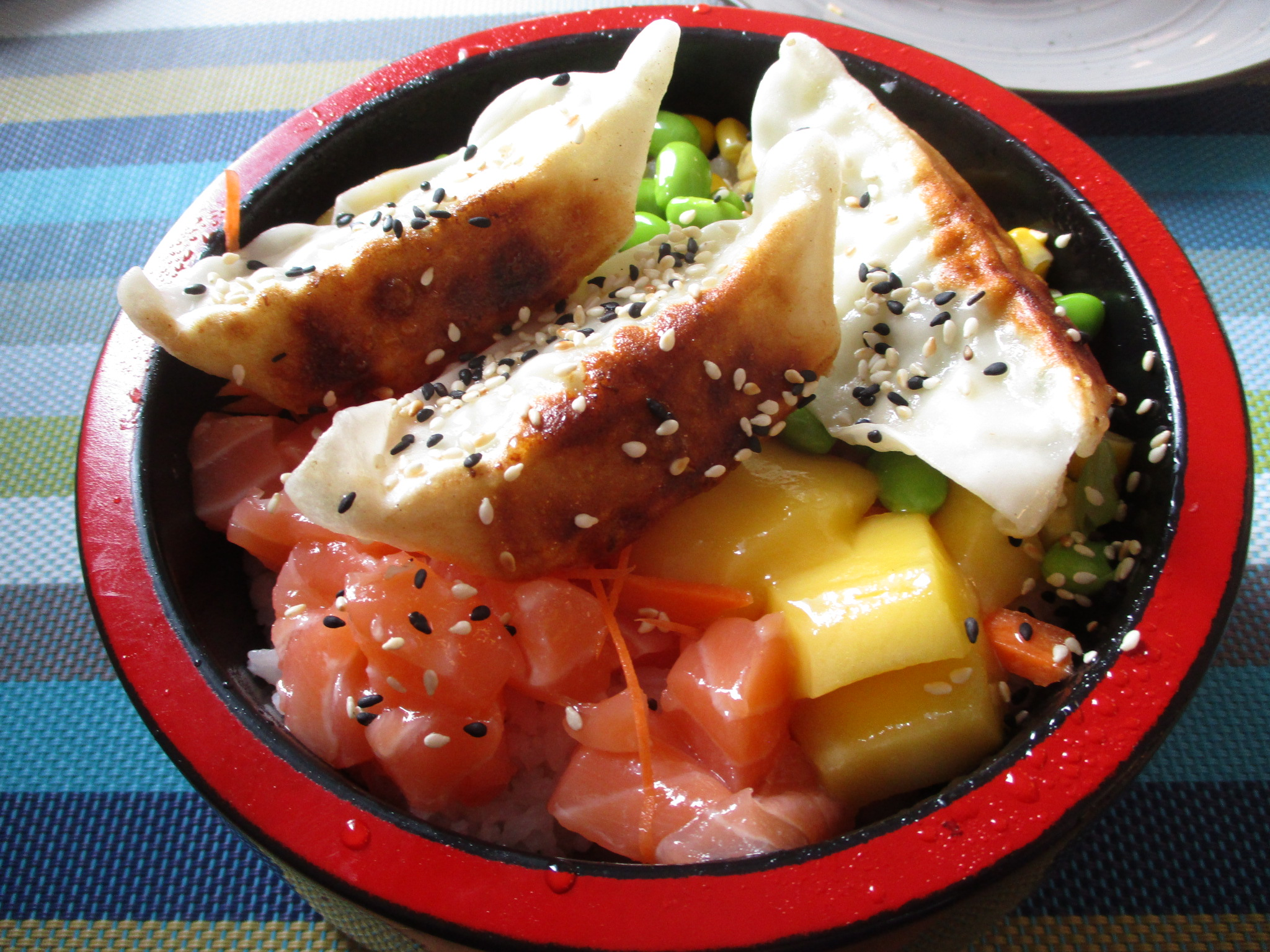
Chirashi (variante de la cuisine japonaise) au saumon cru, jiaozi, mangue, edamame, carotte, maïs, riz.

- Chirashi, variante de la cuisine japonaise.
- Kaiseki, variante de la gastronomie japonaise .
- Ekiben, variante vendue dans les gares ou dans les trains.
- Dosirak (ou kwakpap) équivalent dans la cuisine coréenne.
- Thali, plateau indien garni de différents mets, des cuisines indienne et népalaise.
- Gamelle, casse-croûte, ou panier-repas, équivalent dans la cuisine française.
- Mezzé, variante des cuisine levantine et cuisine méditerranéenne.
- Antipasti ou bruschetta, variante de la cuisine italienne
- Tapas, variante de la cuisine espagnole.